# Monety Henryka Walezego

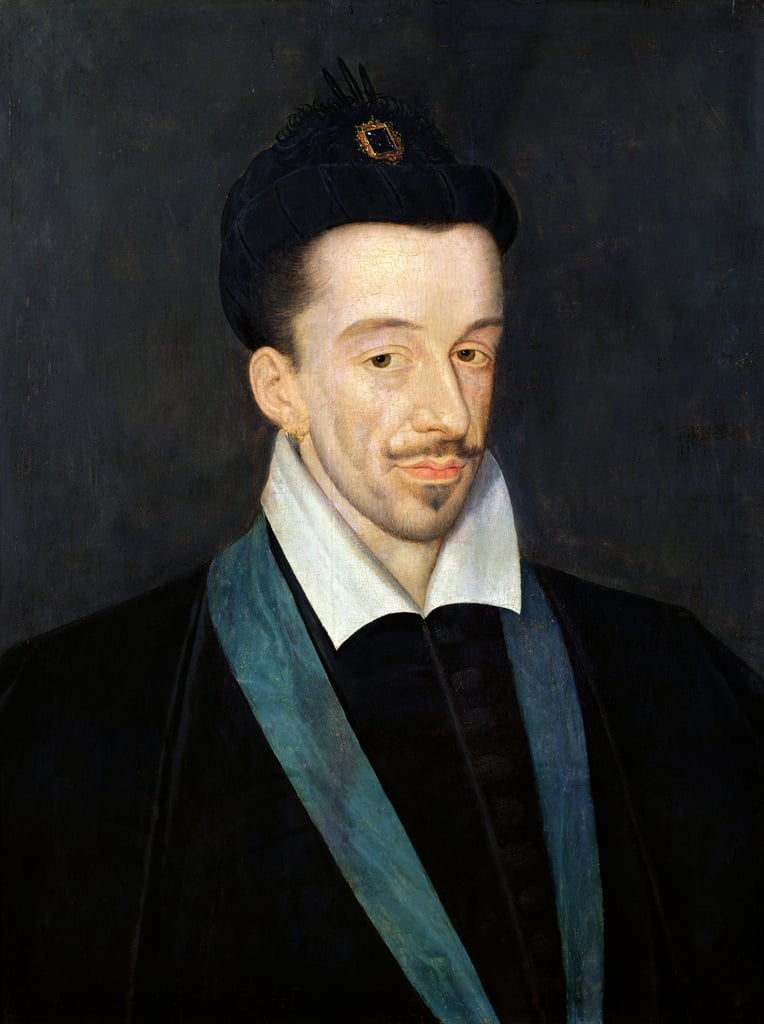
Henryk Walezy

Monety Henryka Walezego – monety bite w:
- roku 1573 w trakcie panowania pierwszego elekcyjnego króla Polski (jako Henryka I), oraz
- latach 1575–1596 za panowania i siedem lat po śmierci ostatniego króla Francji z dynastii Walezjuszów, księcia Orleanu (jako Henryka III).

## Monety bite w Polsce (1573)
W Rzeczypospolitej Henryk Walezy posługiwał się tytulaturą, która w pełnej postaci brzmiała:

HENRICUS DEI GRATIA REX POLONIÆ MAGNUS DUX LITHUANIÆ, RUSSIÆ, PRUSSIÆ, MASOVIÆ, SAMOGITIÆ, KIJOVIÆ, VOLHYNIÆ, PODLACHIÆ, LIVONIÆ etc. nec non Dux ANDIUM, DORBONIORUM ET ALVERNORUM, COMES MARCHIE, FORESTI, QUERCII, ROYERGII, MONTISFERATI.

W czasie krótkiego panowania Henryka Walezego mennice Rzeczypospolitej były zamknięte. Z zakazu produkcji monetarnej wyłamał się tylko Gdańsk wybijając denar gdański z 1573 r:
- denar gdański
  - awers: tarcza herbowa Gdańska, przedzielająca liczbę 73
  - rewers: orzeł ziem pruskich

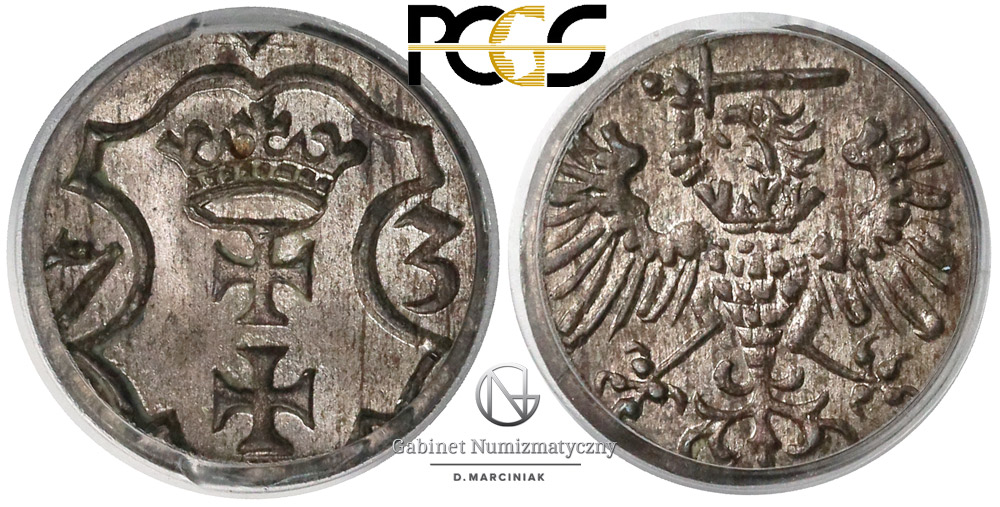
denar gdański z 1573 r.

Na monecie nie umieszczono żadnej tytulatury królewskiej.
Moneta ta zaliczana jest w niektórych pracach do okresu bezkrólewia (1572–1573).

## Monety bite we Francji (1575–1596)

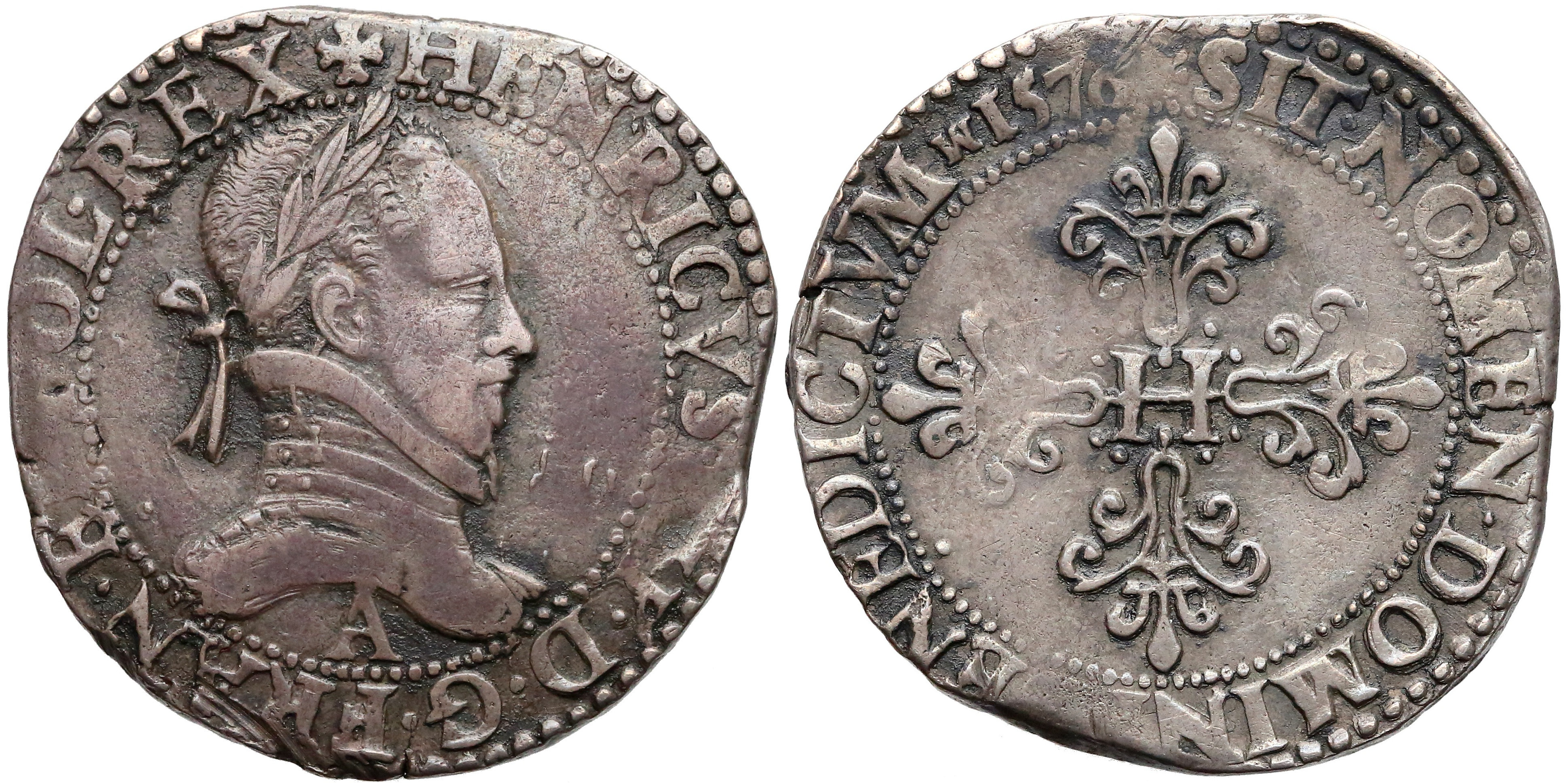
1576 Paryż
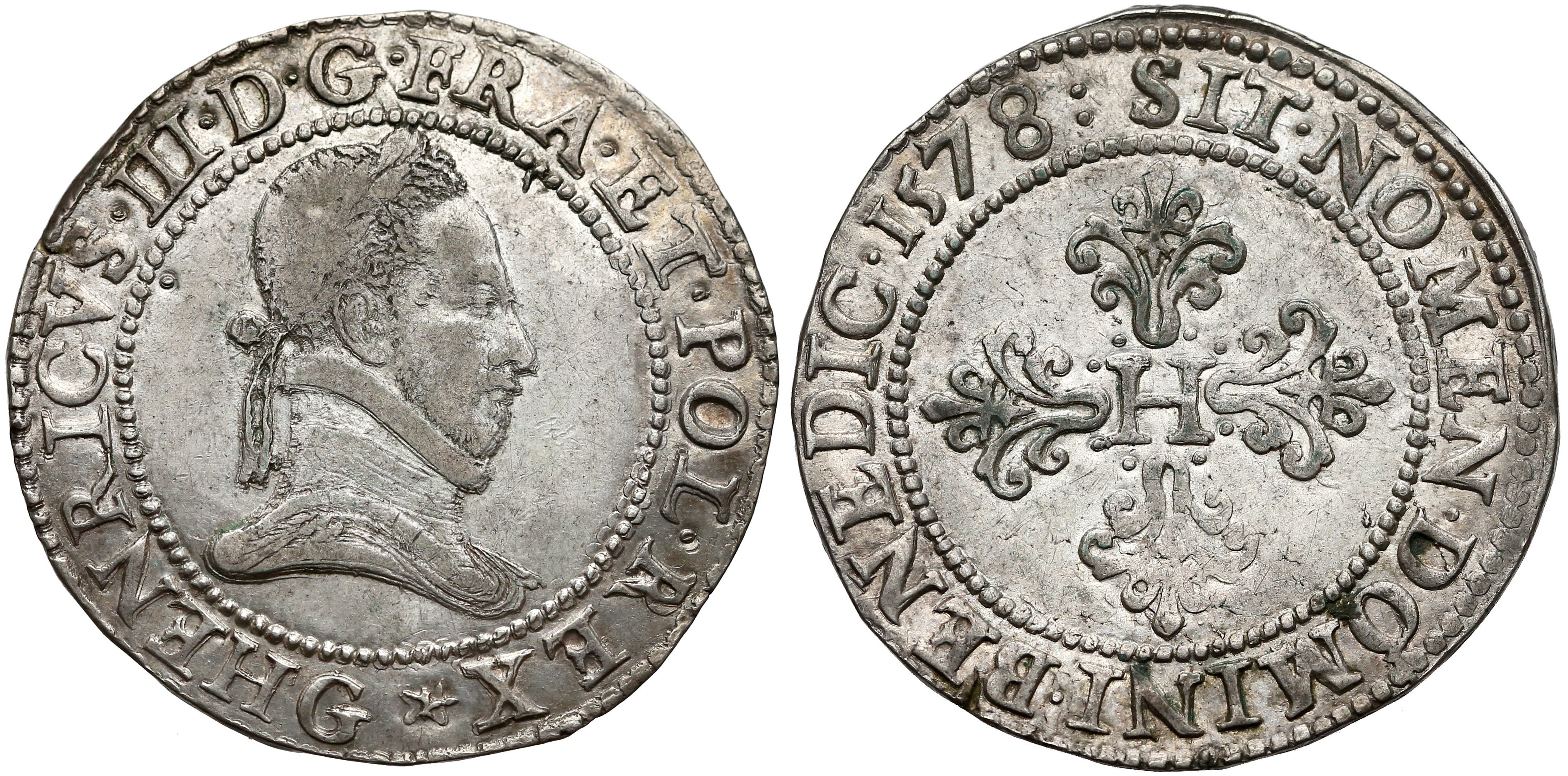
1578 Poitiers

Na awersach monet Henryka III bitych we Francji, już po wyjeździe z Polski, umieszczano w skróconej postaci tytulaturę francuską i polską, w jednej z wersji:
- HENRI III R DE FRAN ET POL (Henryk III król Francji i Polski),
- HEN III (lub 3) D G F ET P R (Henryk III z łaski Boga król Francuzów i Polaków),
- HENRICUS III D G FRANCOR ET POL REX (Henryk III z łaski Boga król Francuzów i Polaków).

Rewers często zaopatrzony był w sentencję religijną, np.:

SIT NOMEN DOMINI BENEDICTVM

(niech będzie imię Pana błogosławione).
Henryk III zmarł w 1589 r., natomiast niektóre monety z jego wizerunkiem i tytulaturą były bite aż do 1596 r. przez Ligę Katolicką, która nie akceptowała na francuskim tronie protestanckiego, w tym okresie, króla Henryka IV.
Monetami francuskiego okresu Henryka III były:
- dernier tornois (bezrocznikowy, 1577–1589, 1590–1596[5])

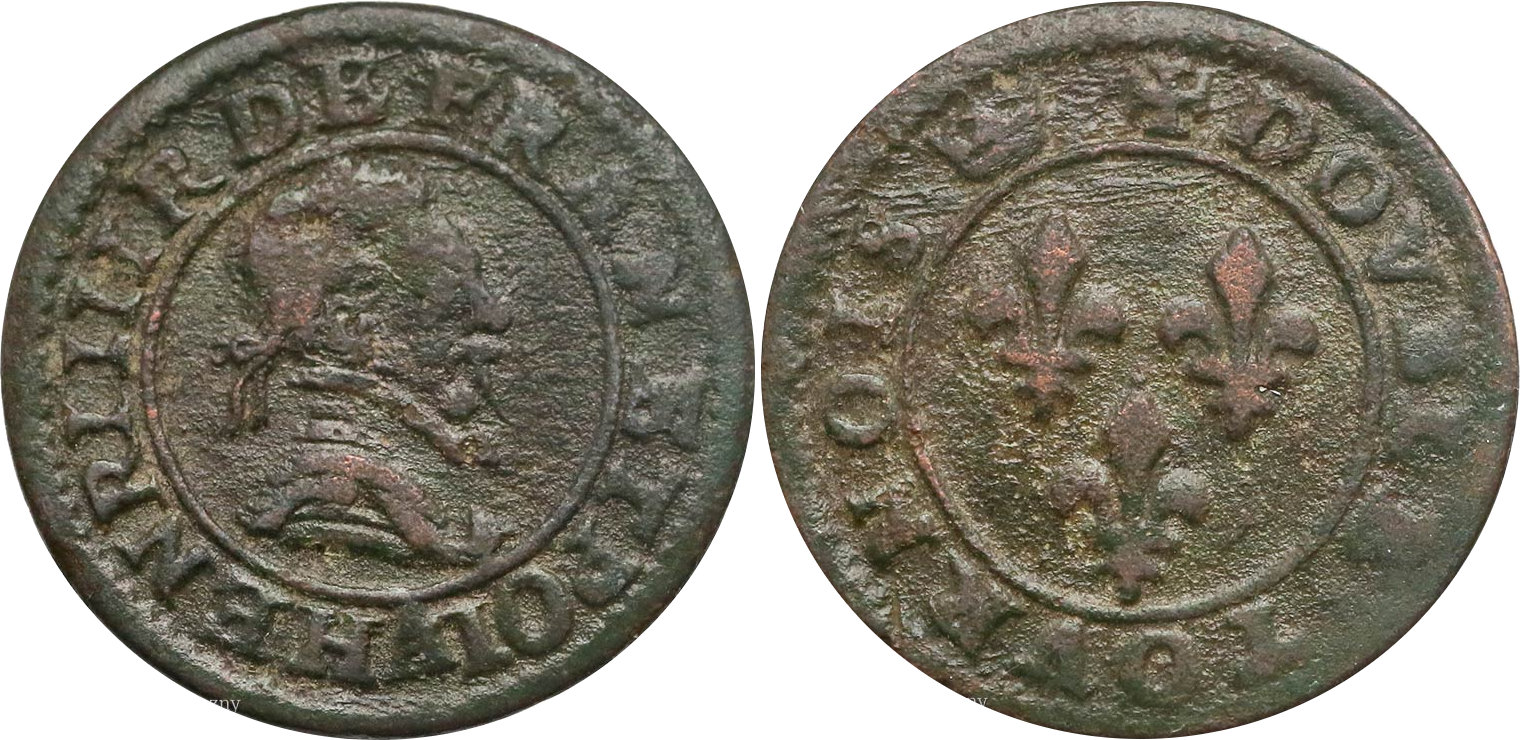
bezrocznikowy
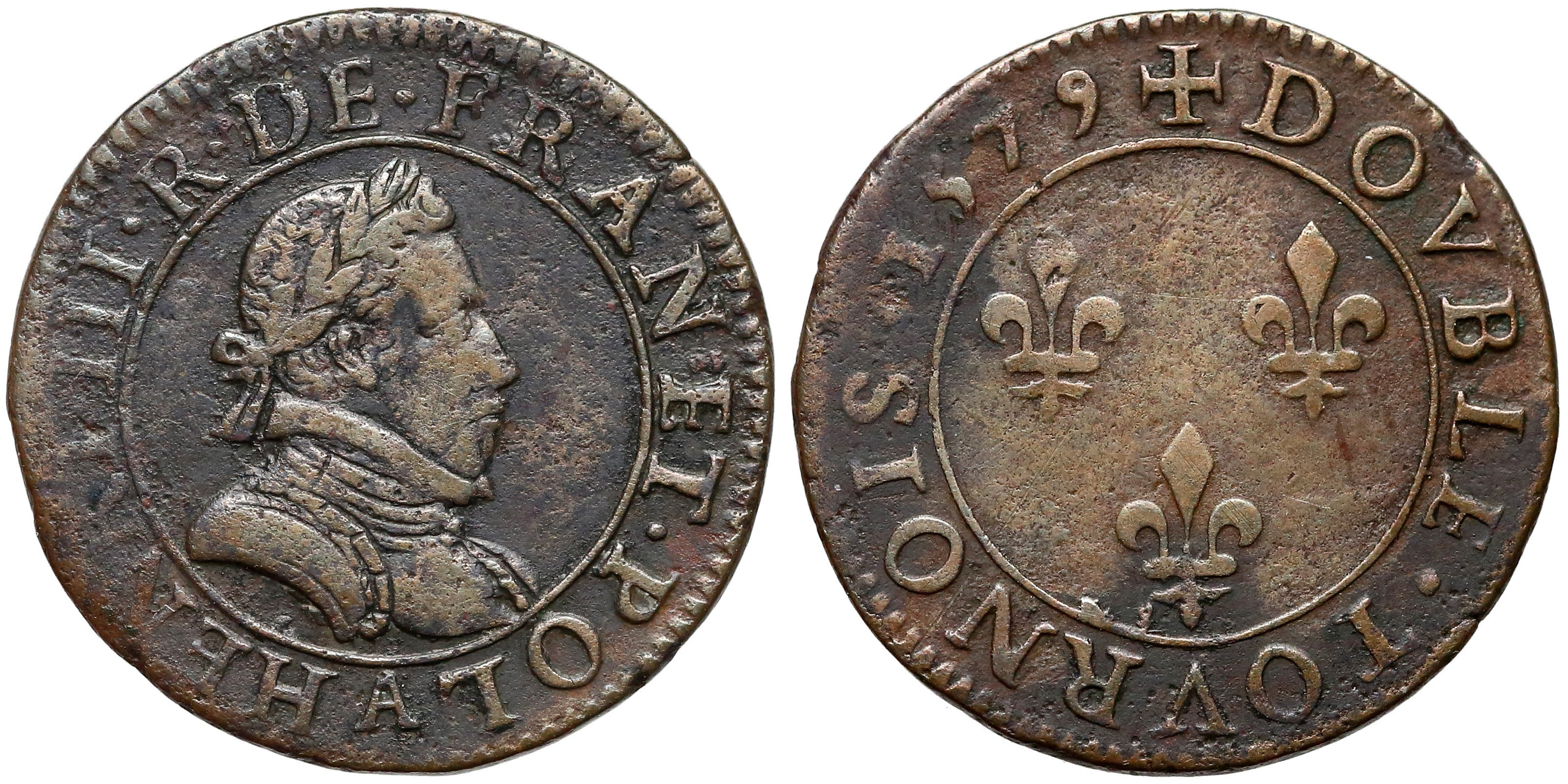
1579 Paryż
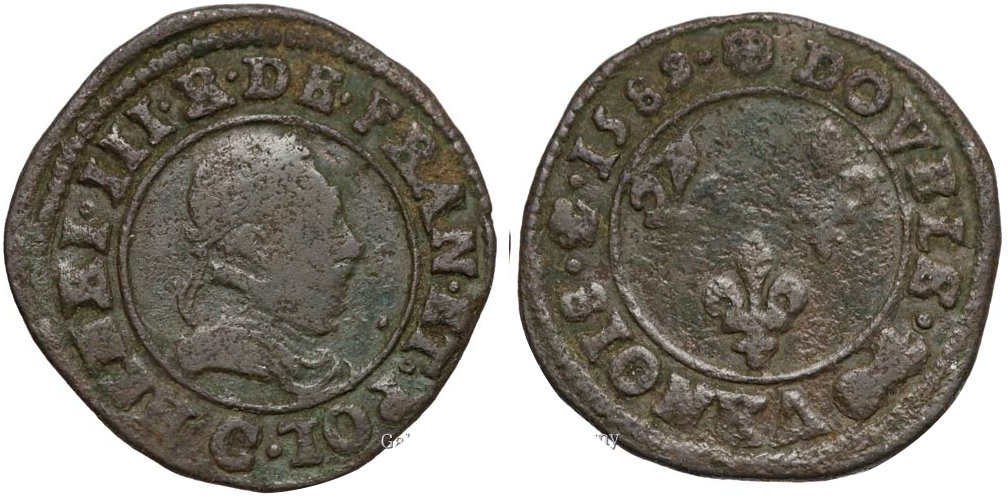
1582
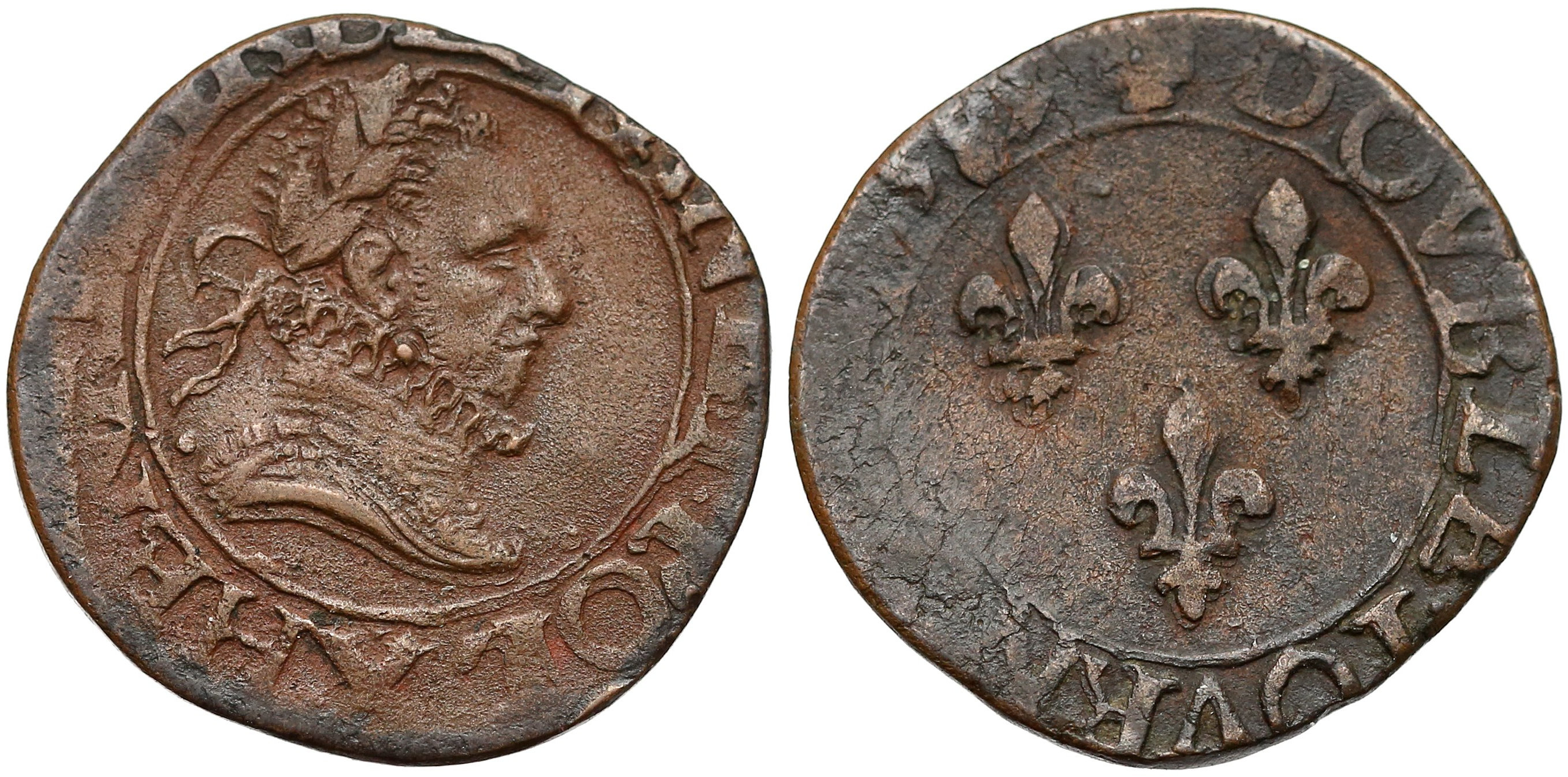
1589 Amiens
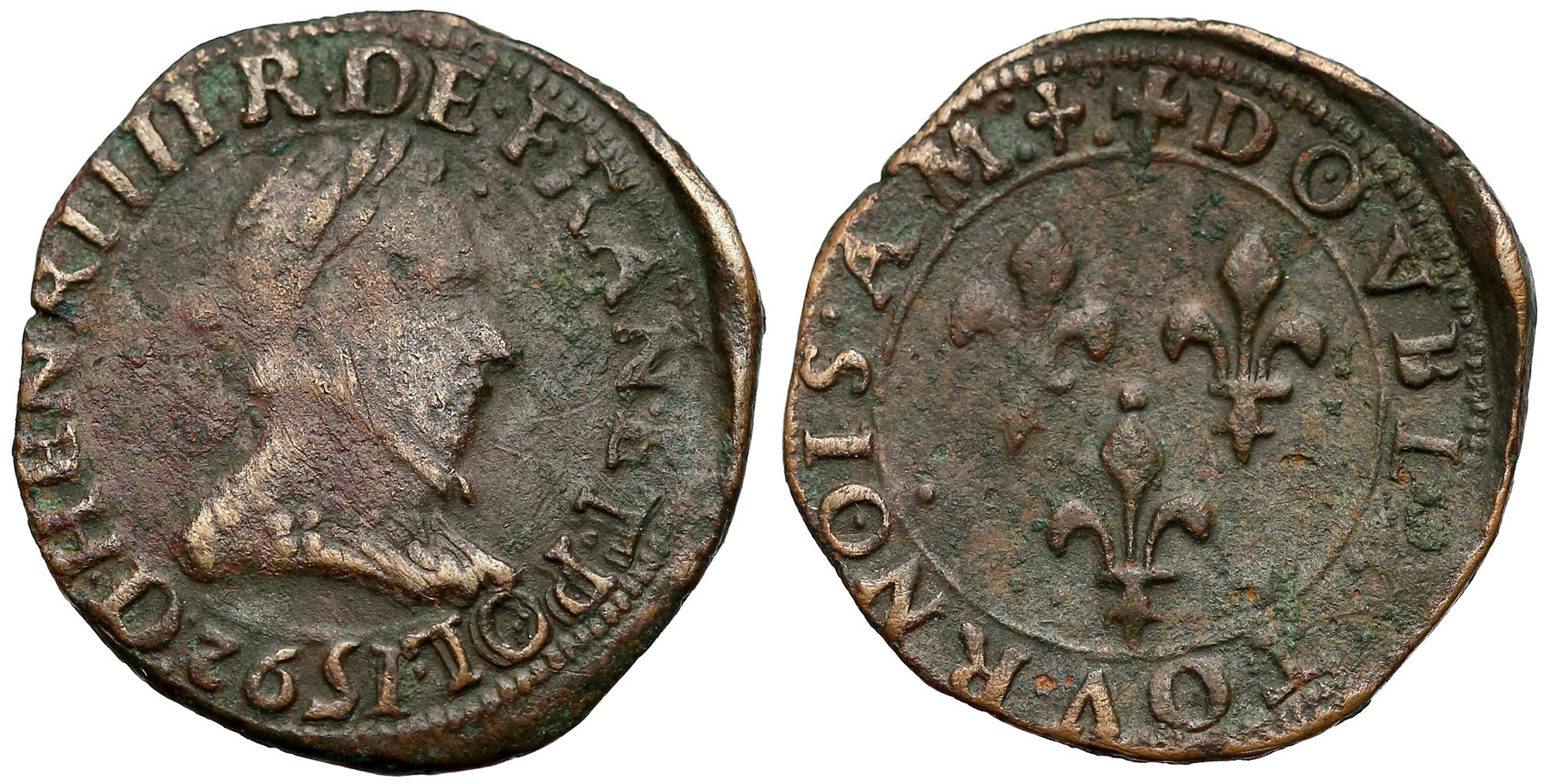
1592 Lyon

- bezrocznikowy z koroną
- 1584

- double tornois (bezrocznikowy, 1575, 1577–1587, 1590–1596[6], omyłkowy 1894[6])

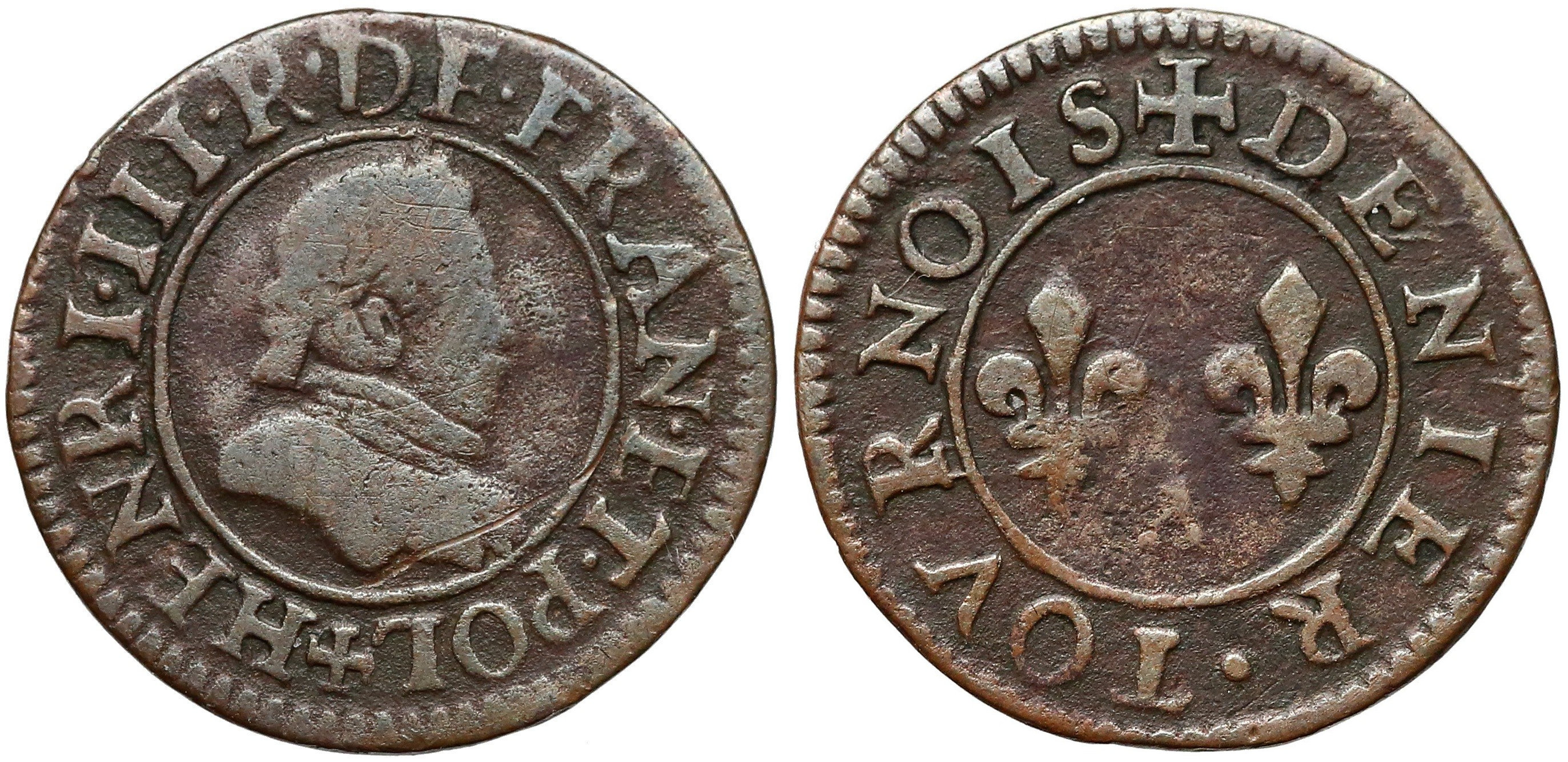
bezrocznikowy
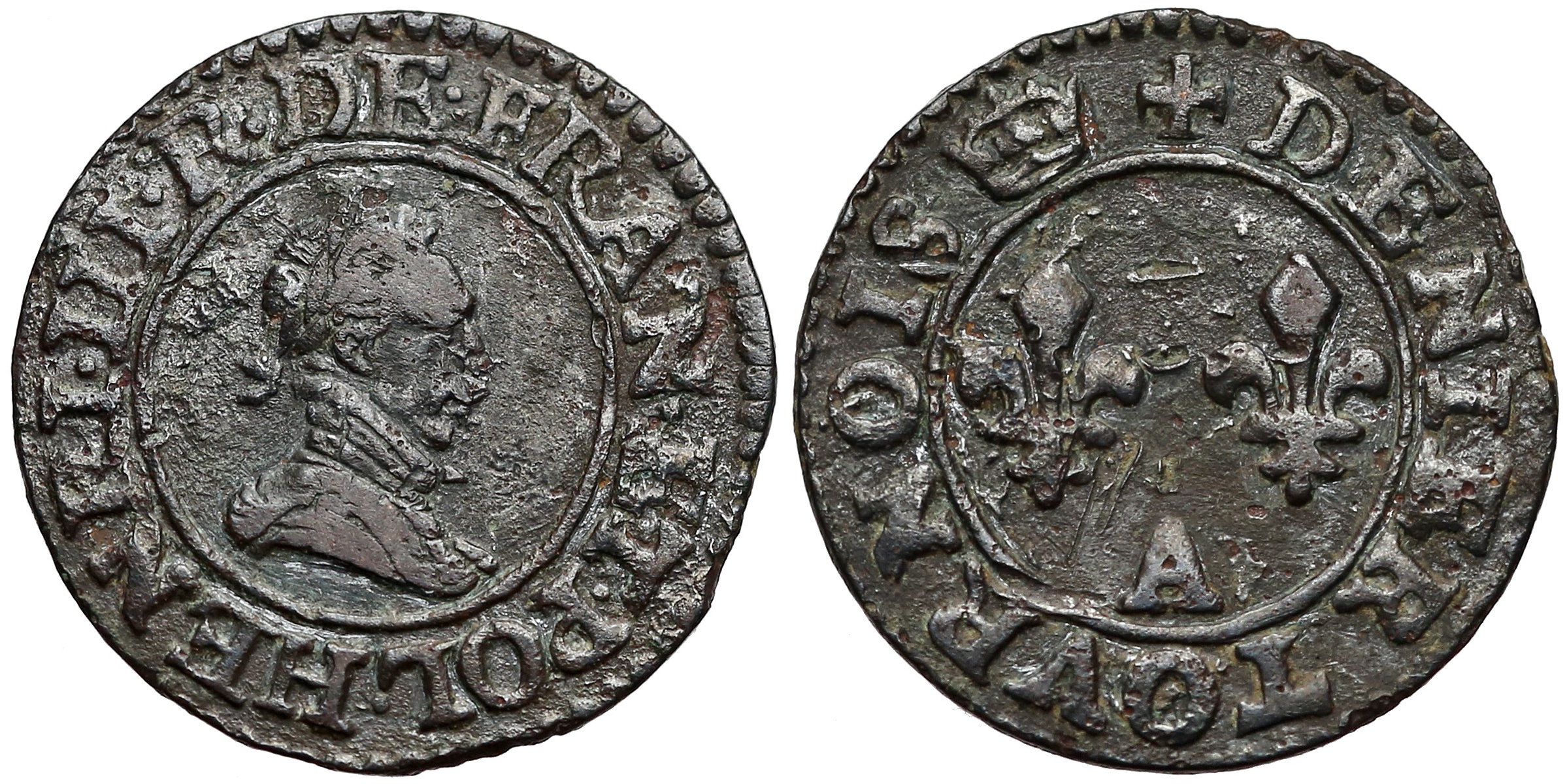
bezrocznikowy z koroną
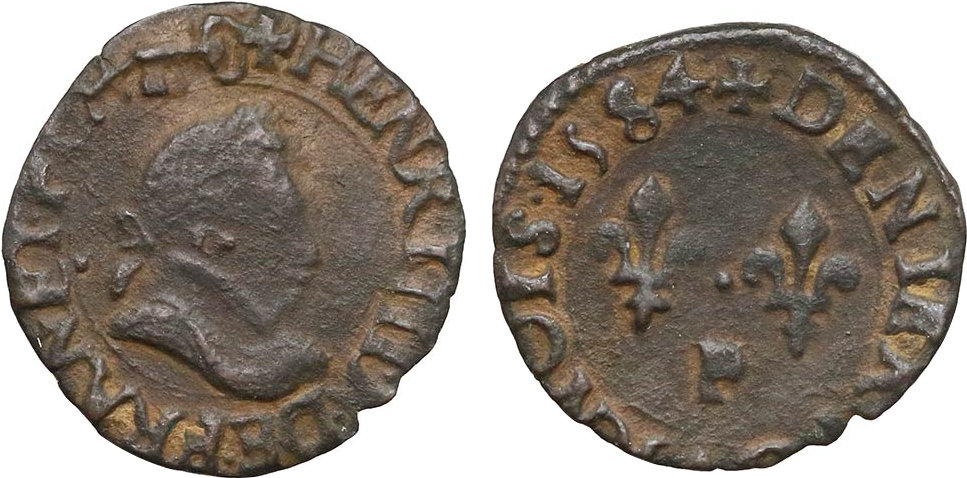
1584

- 1579 Paryż
- 1582
- 1589 Amiens
- 1592 Lyon

- liard (1576–1589, 1590–1593[7])

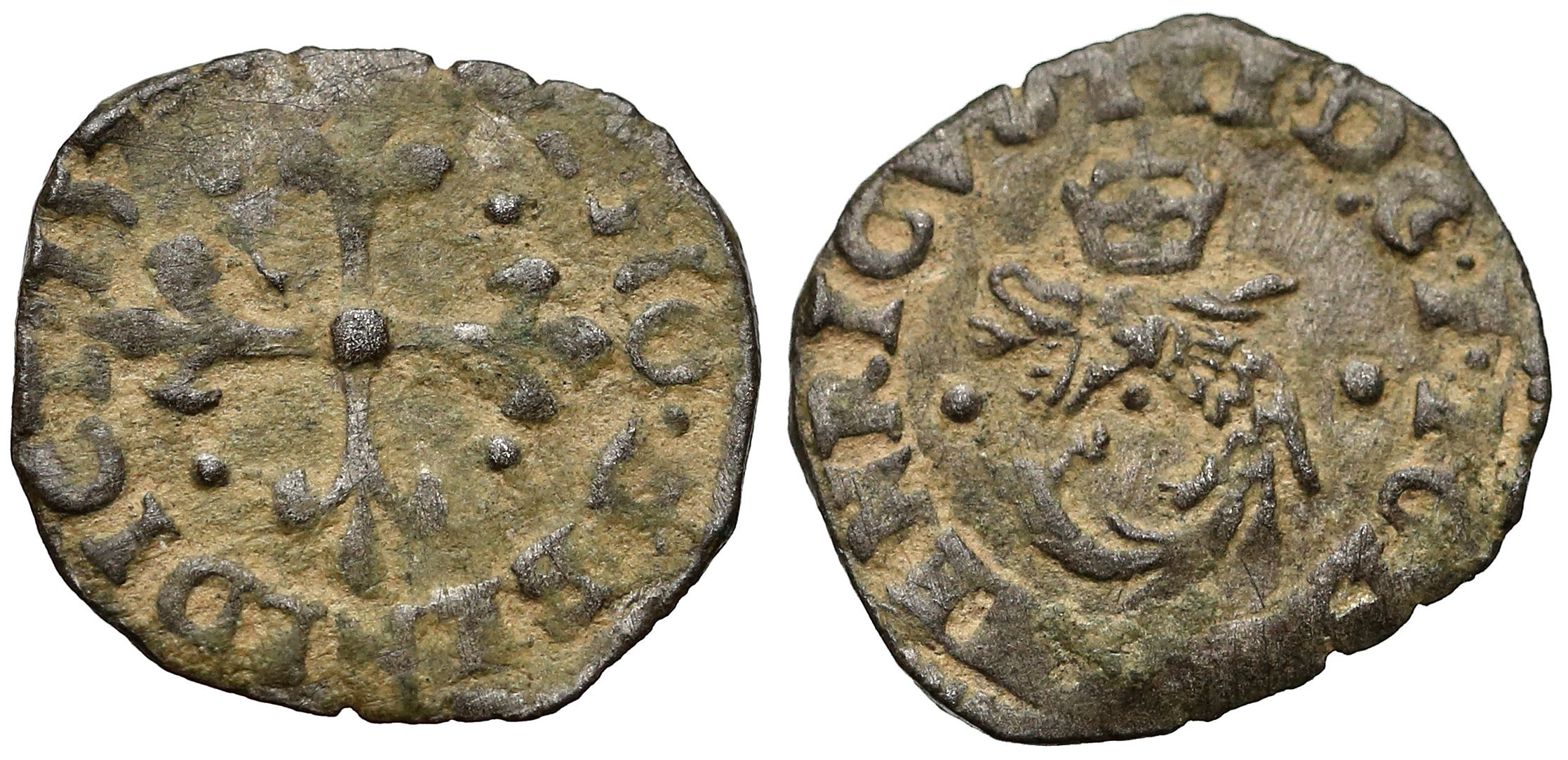
1577 Grenoble
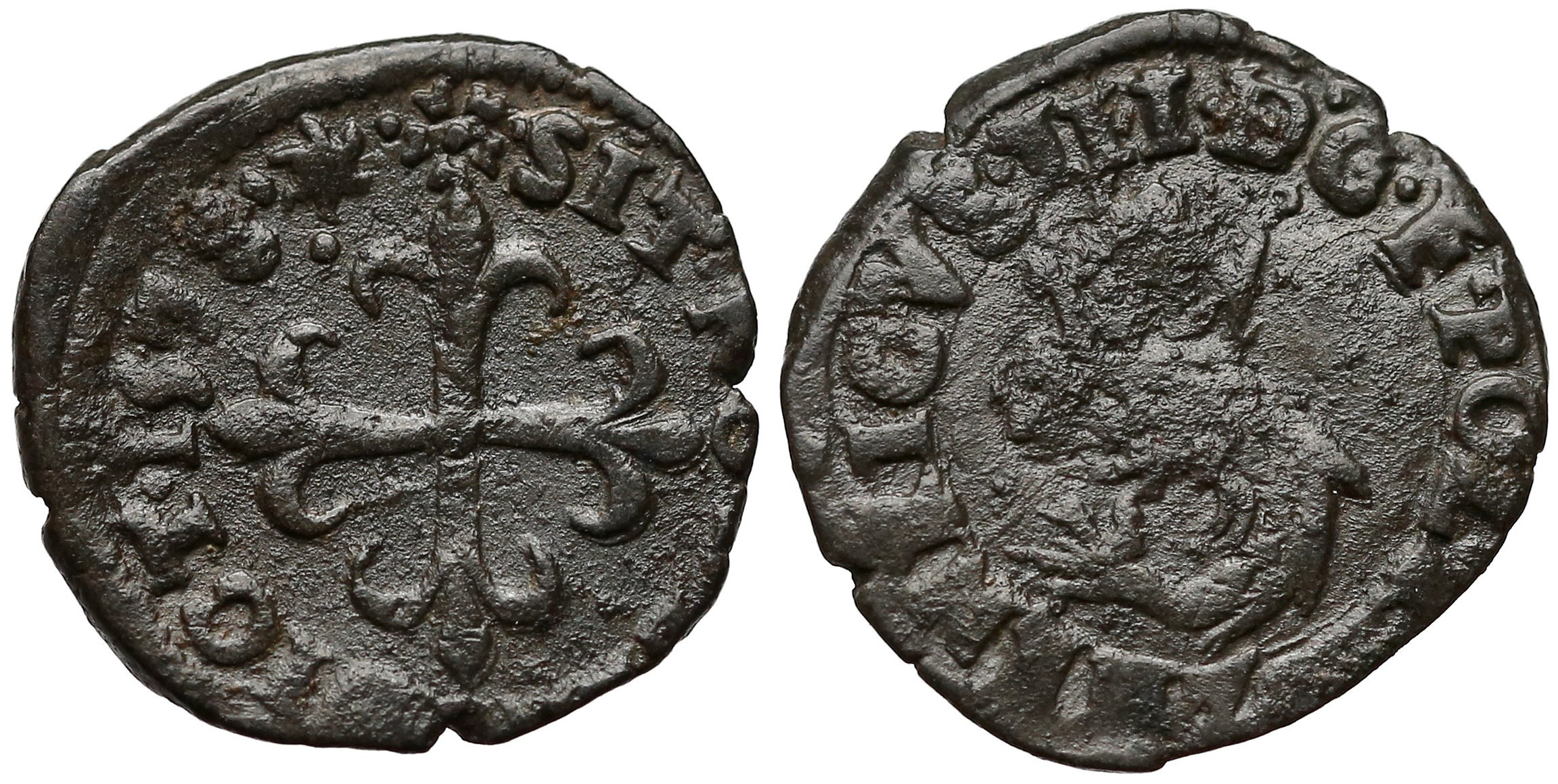
1578 Grenoble
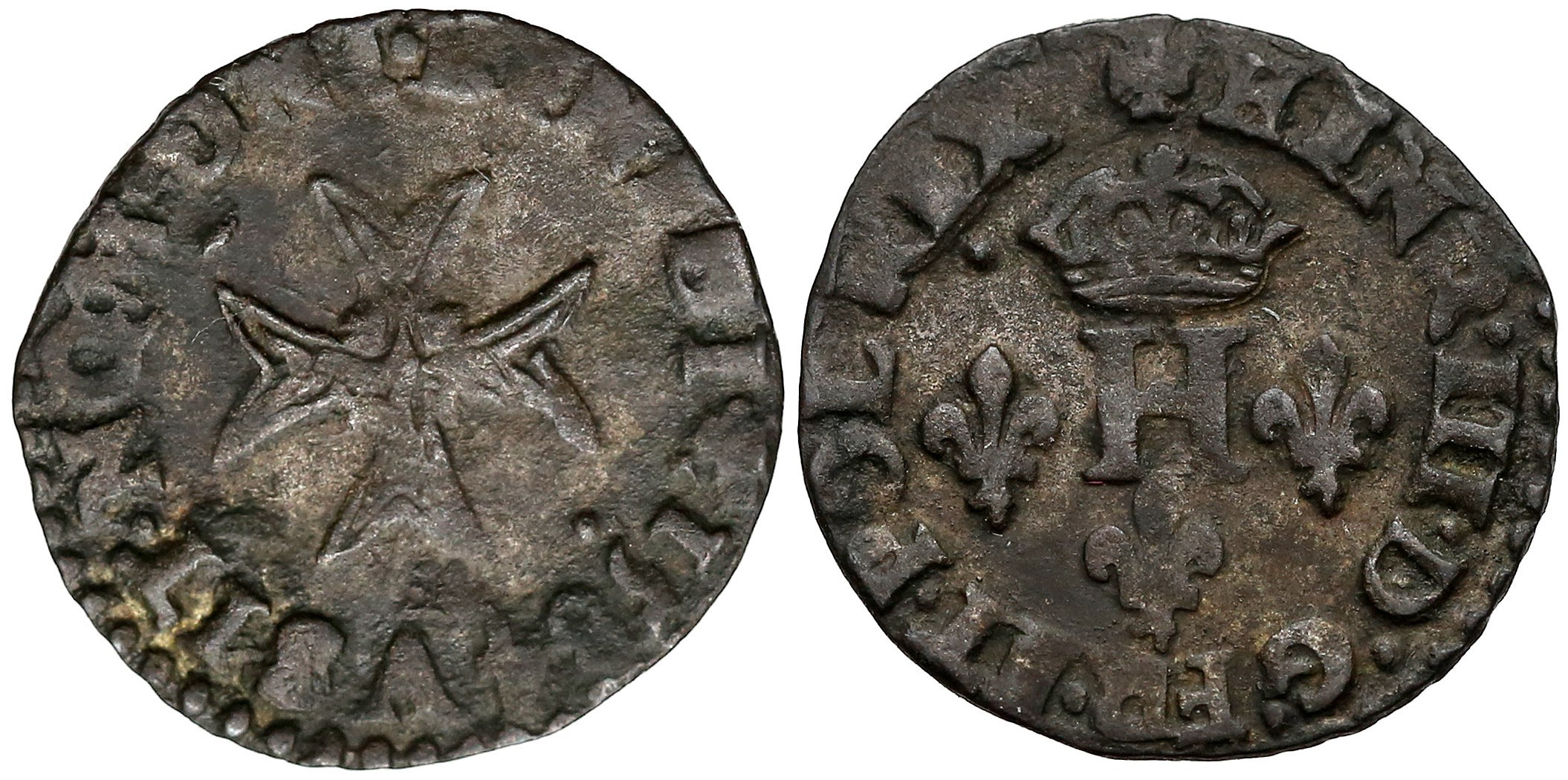
1584 Paryż

- douzain (1575–1579, 1582, 1586–1589, 1590–1596[8], omyłkowy 1954[8])

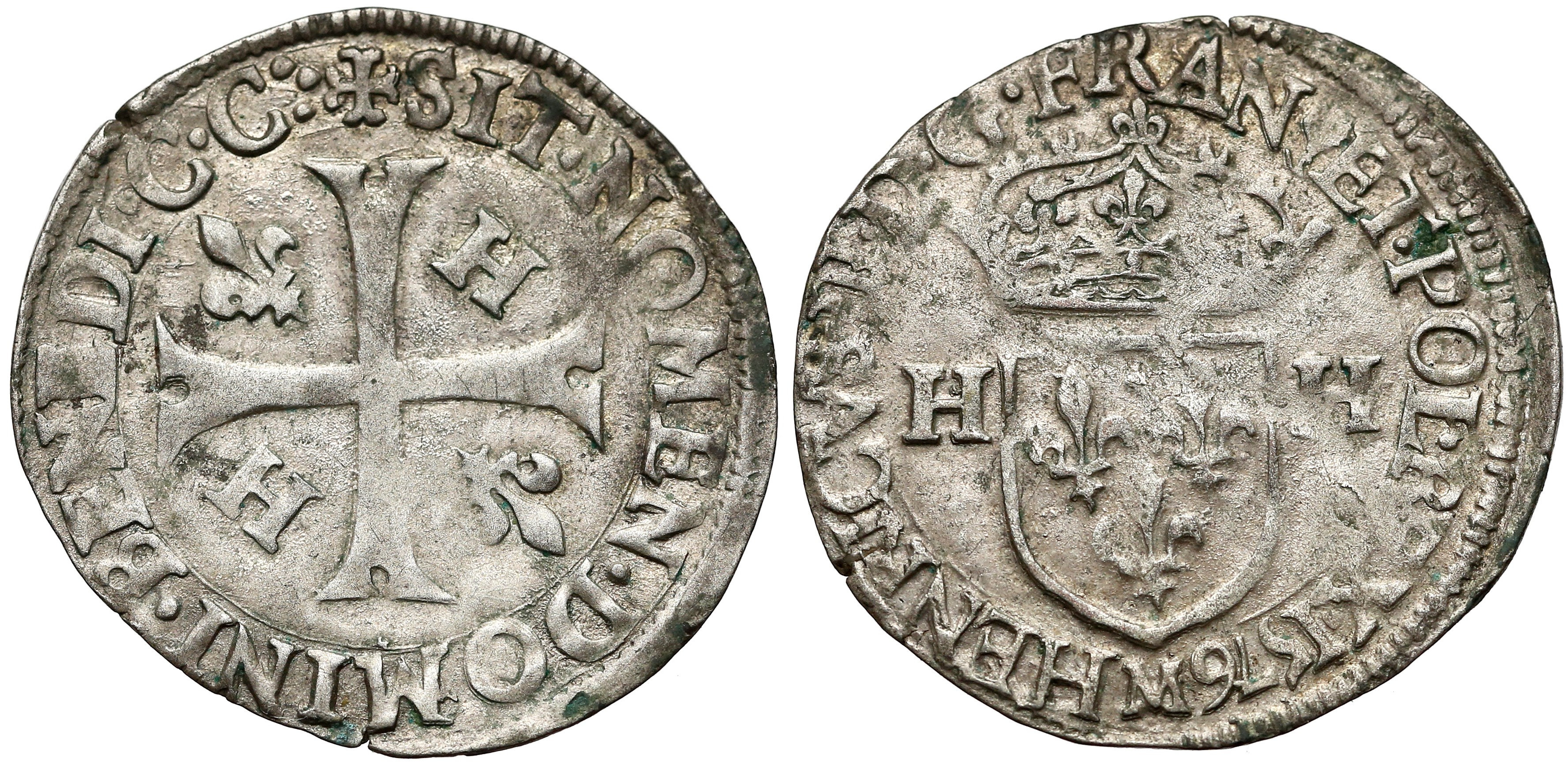
1576 Tuluza
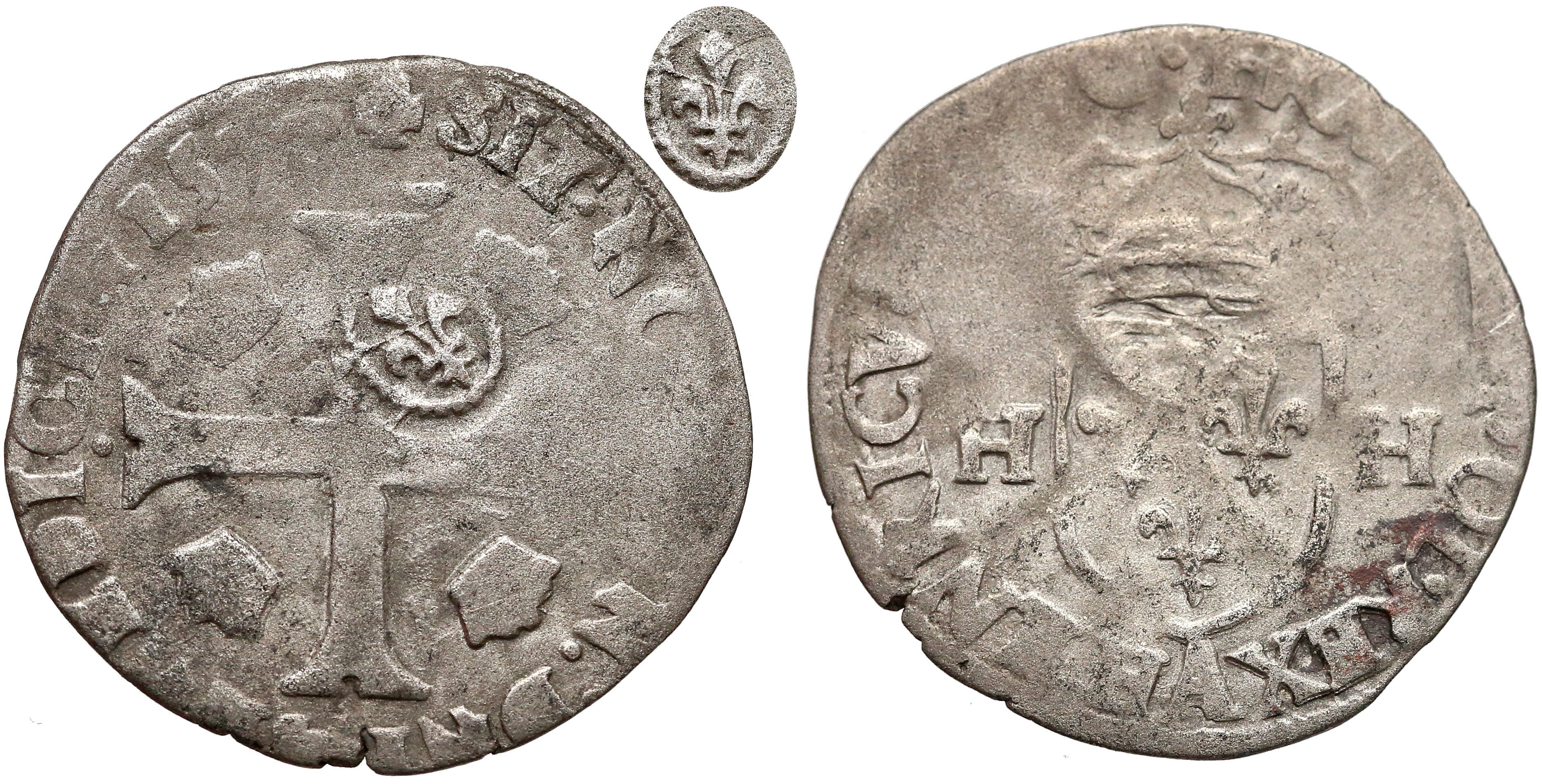
1578 Paryż

- sol parisis (1577–1589)
- double sol parisis (1575–1589, 1590–1593[9])

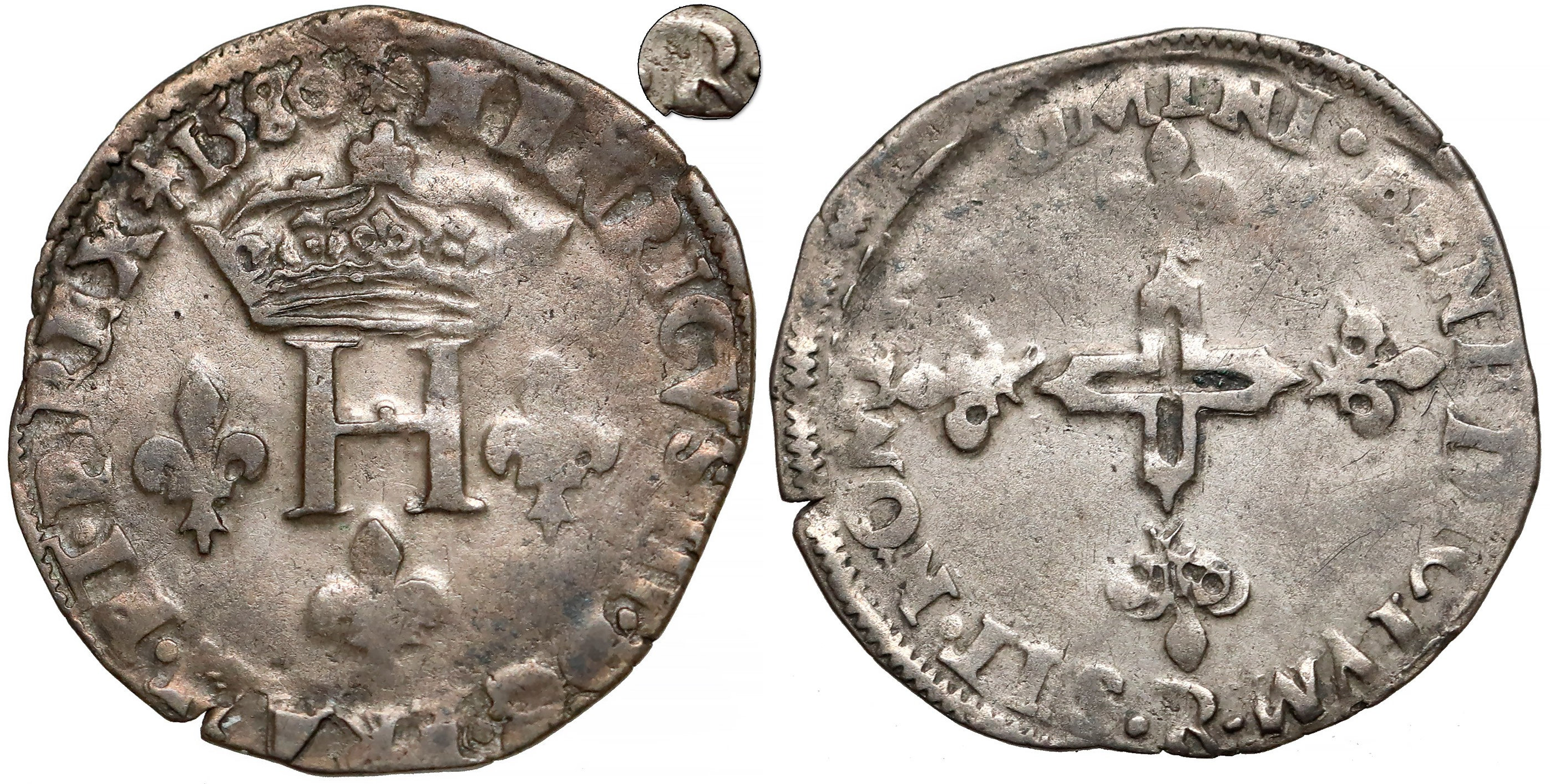
1580
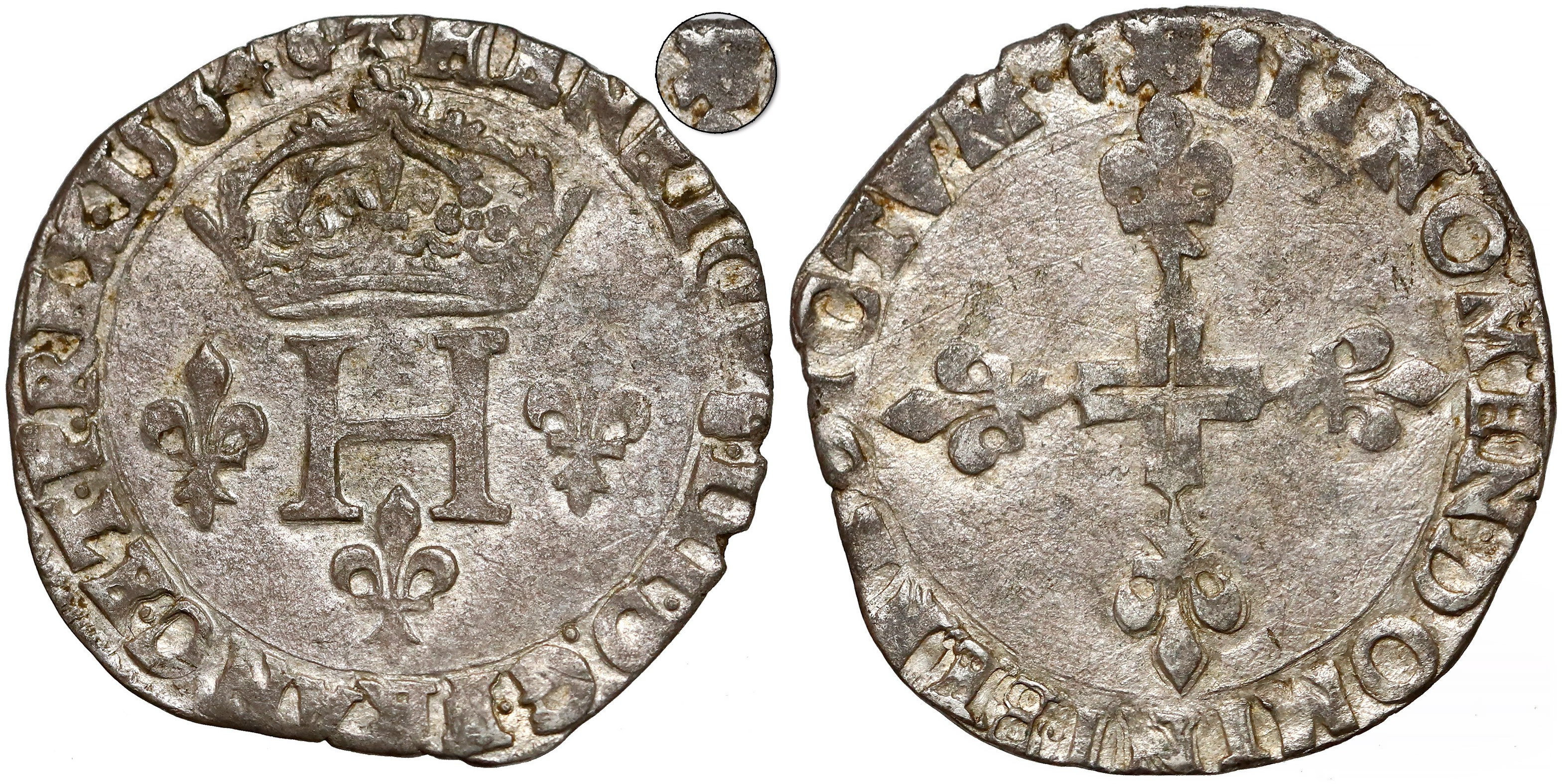
1584

- ¼ franka (1575–1589, 1590–1592[10])
- ½ testona (1575, 1576, 1577)
- ⅛ ecu (1578–1589, 1590–1592[11], omyłkowy 1759[11])

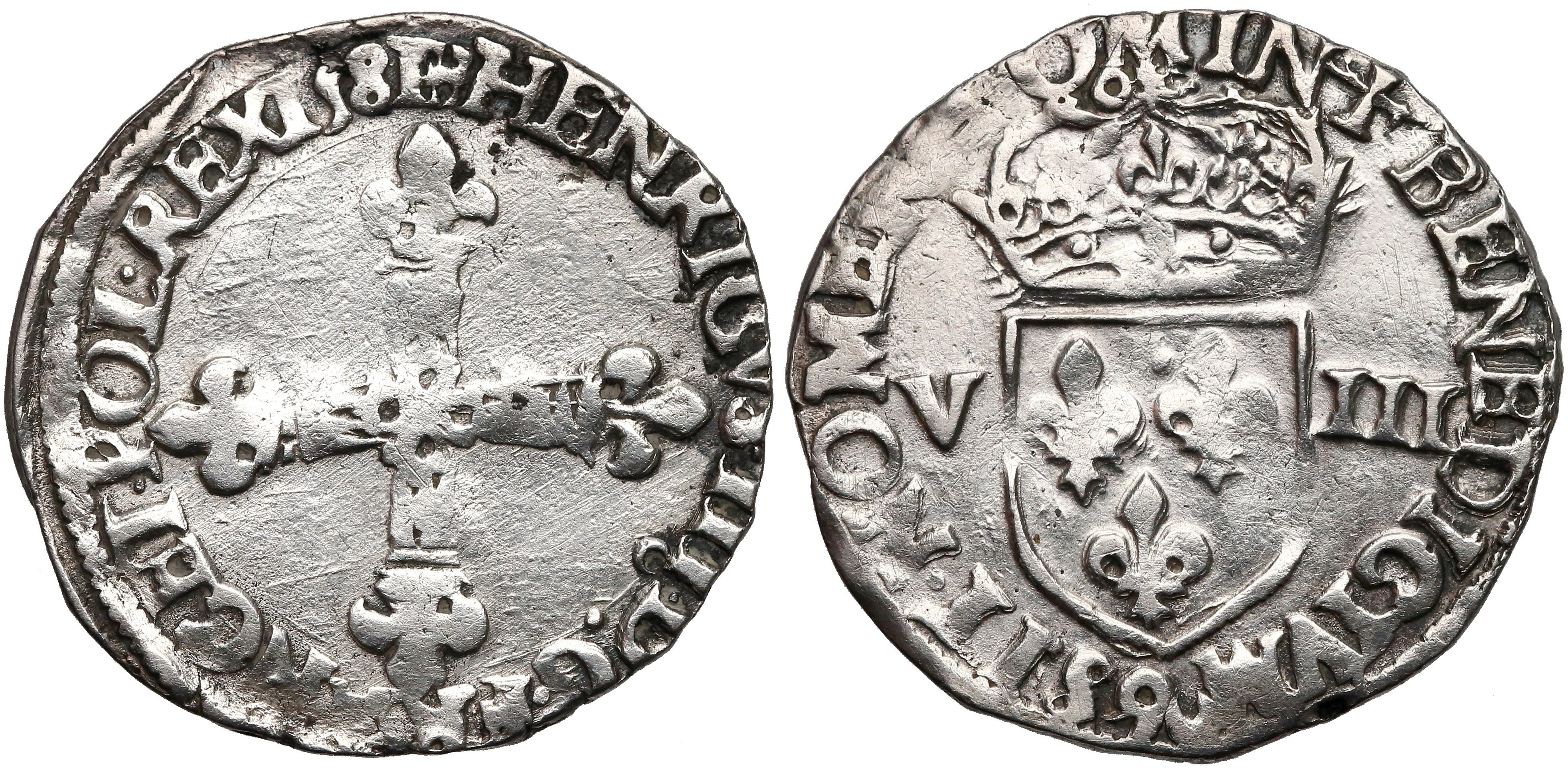
1581 Rennes
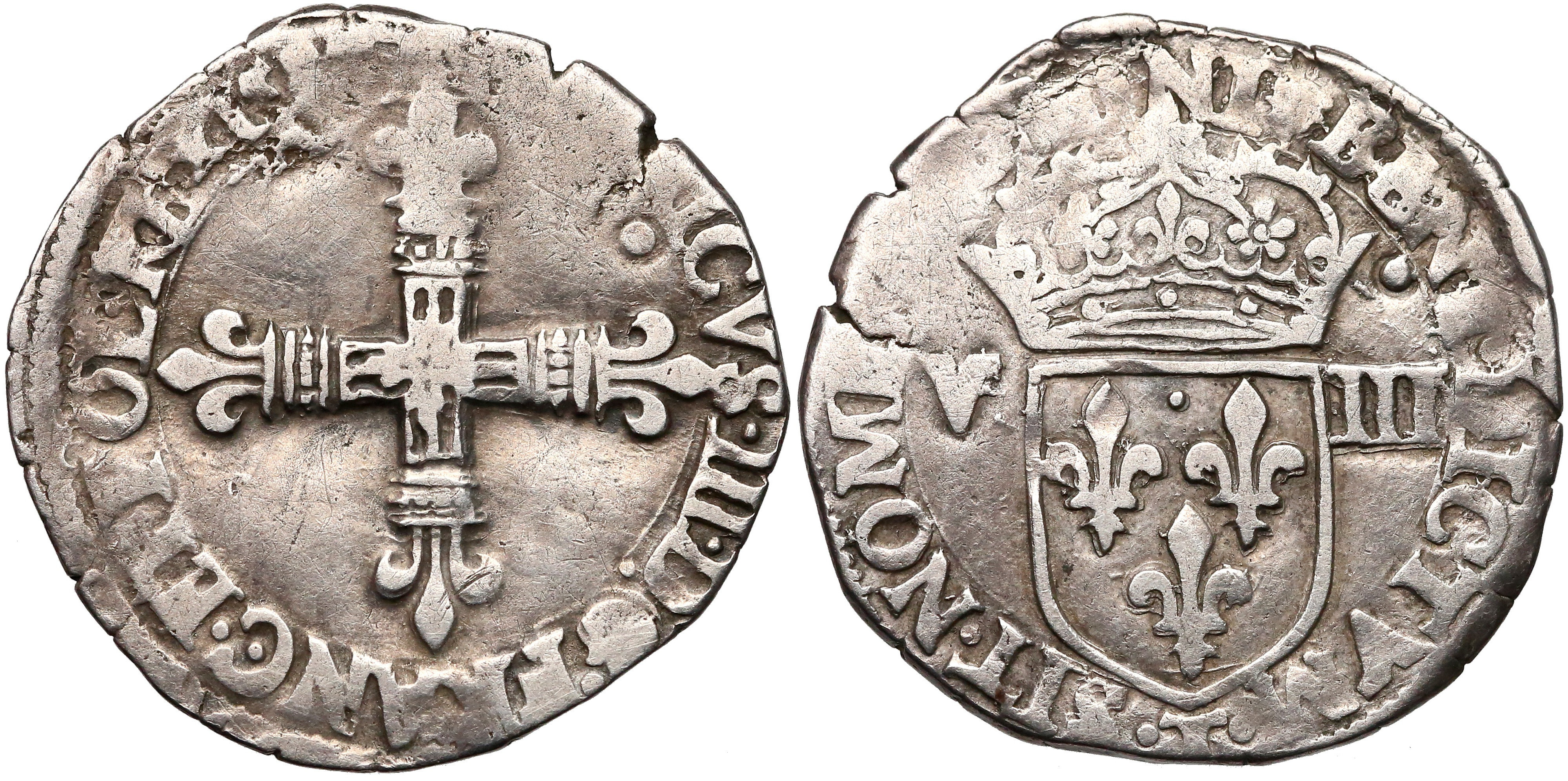
1583 Nantes
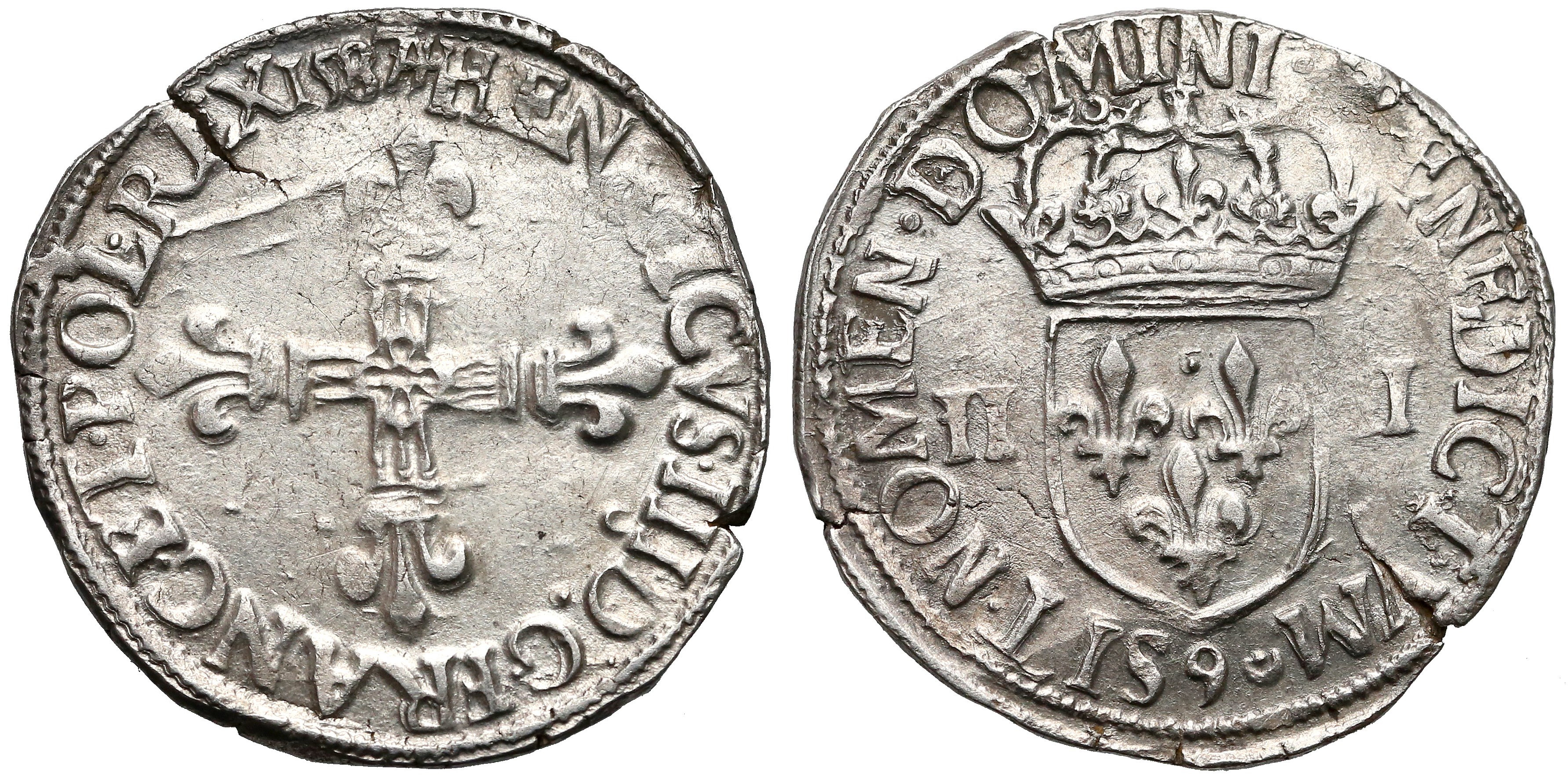
1587 Rennes

- ½ franka (1575–1589, 1590–1592[12], omyłkowy 1855[12])

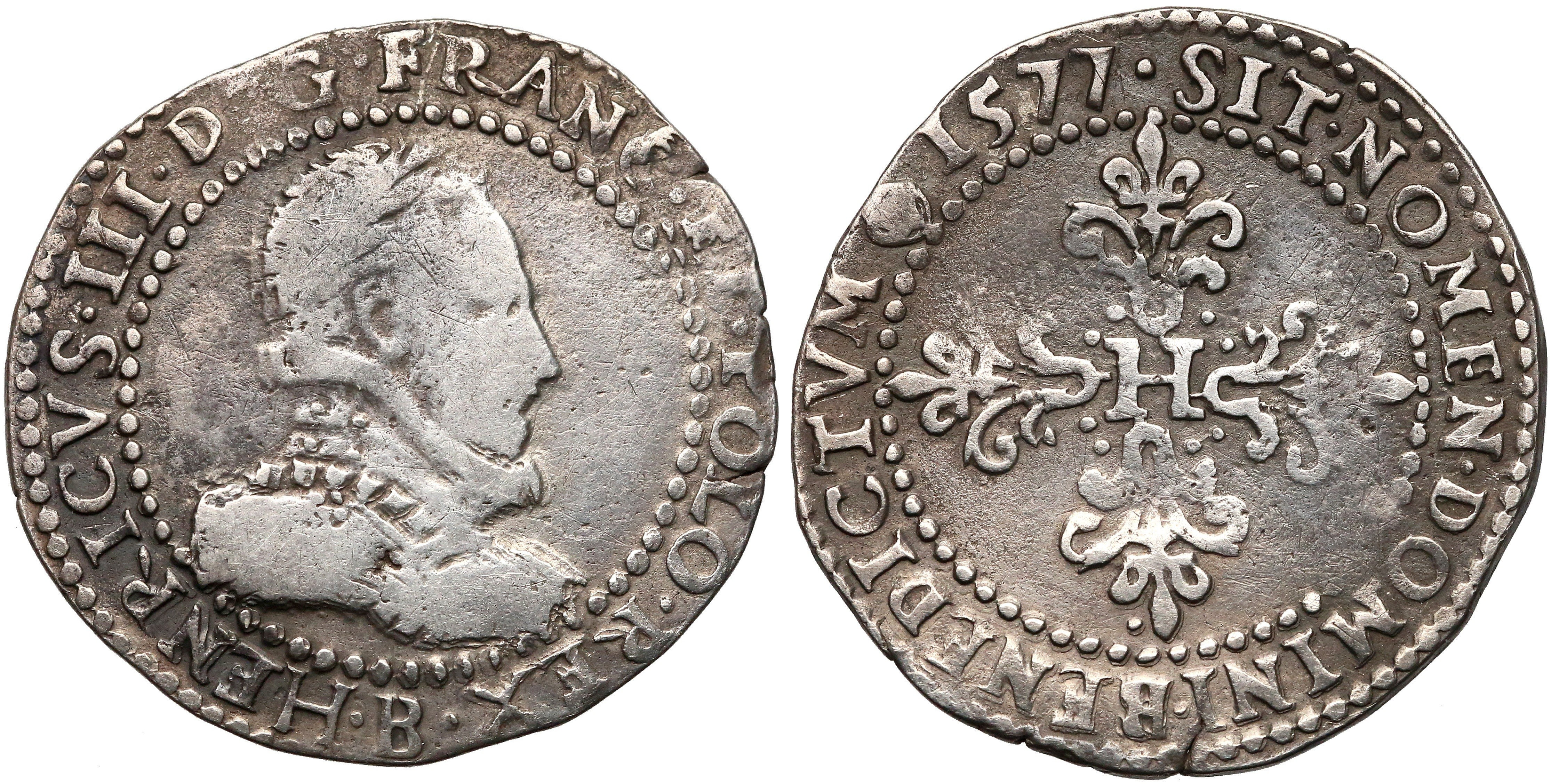
1577 Rouen
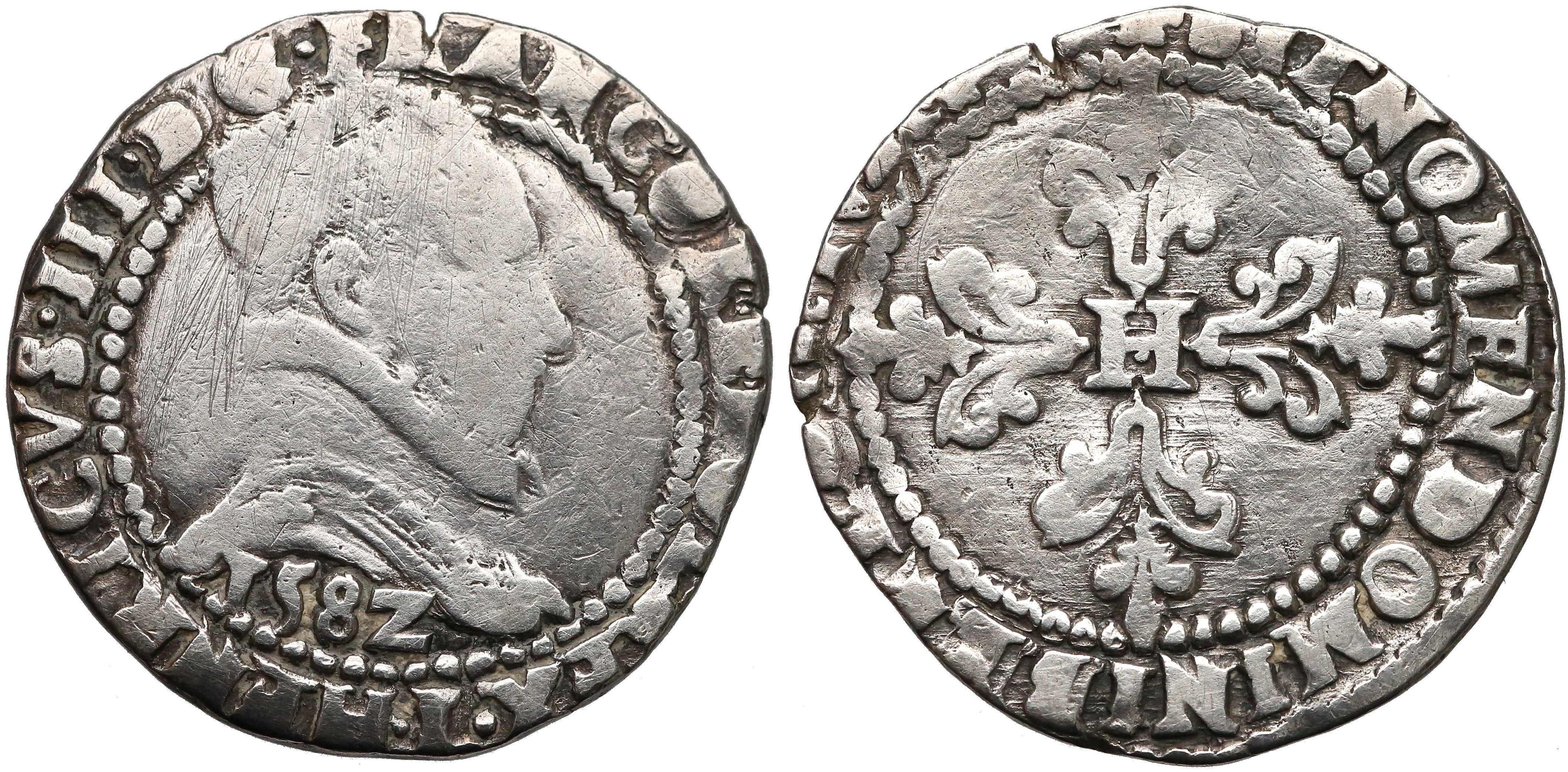
1582 Nantes
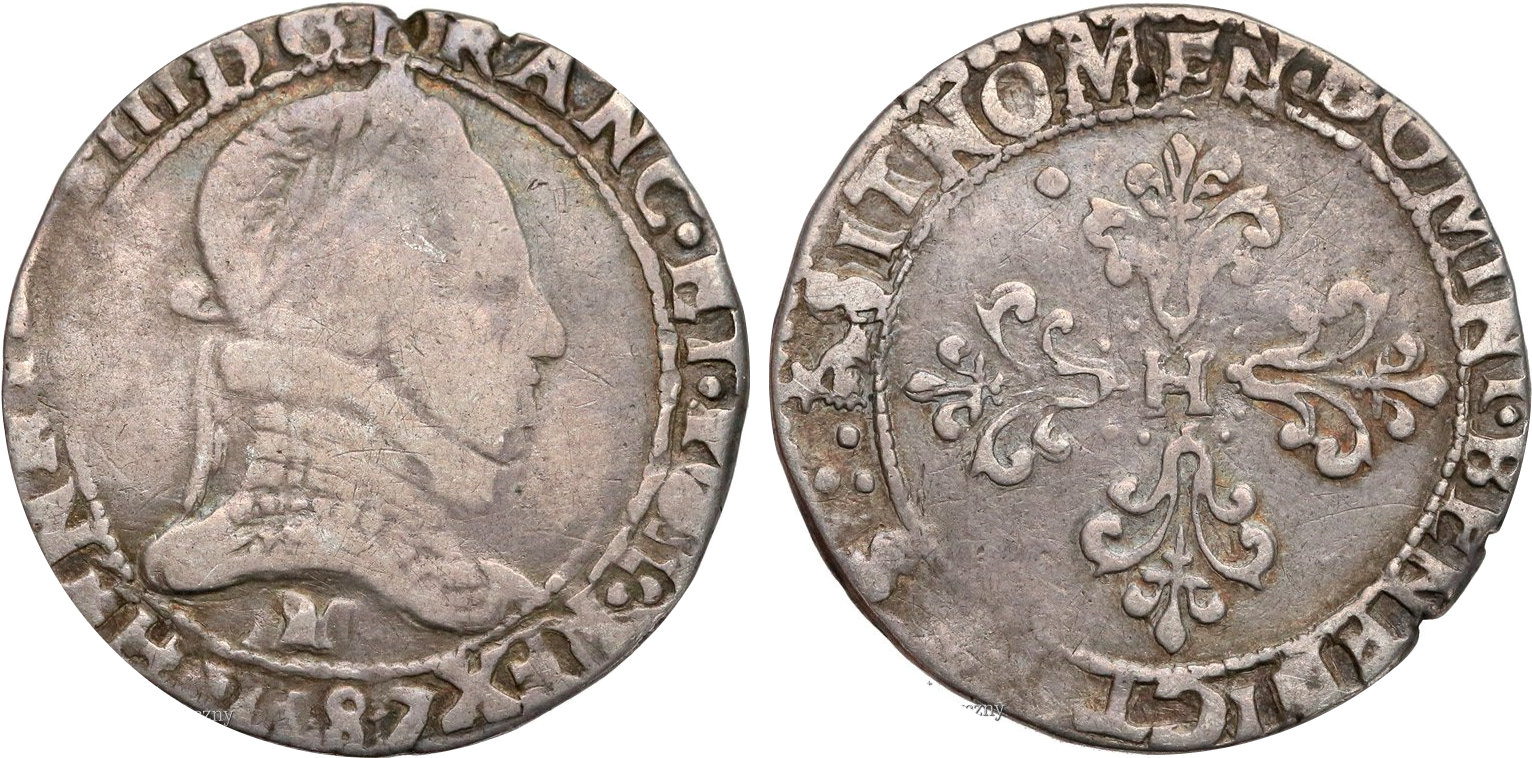
1587
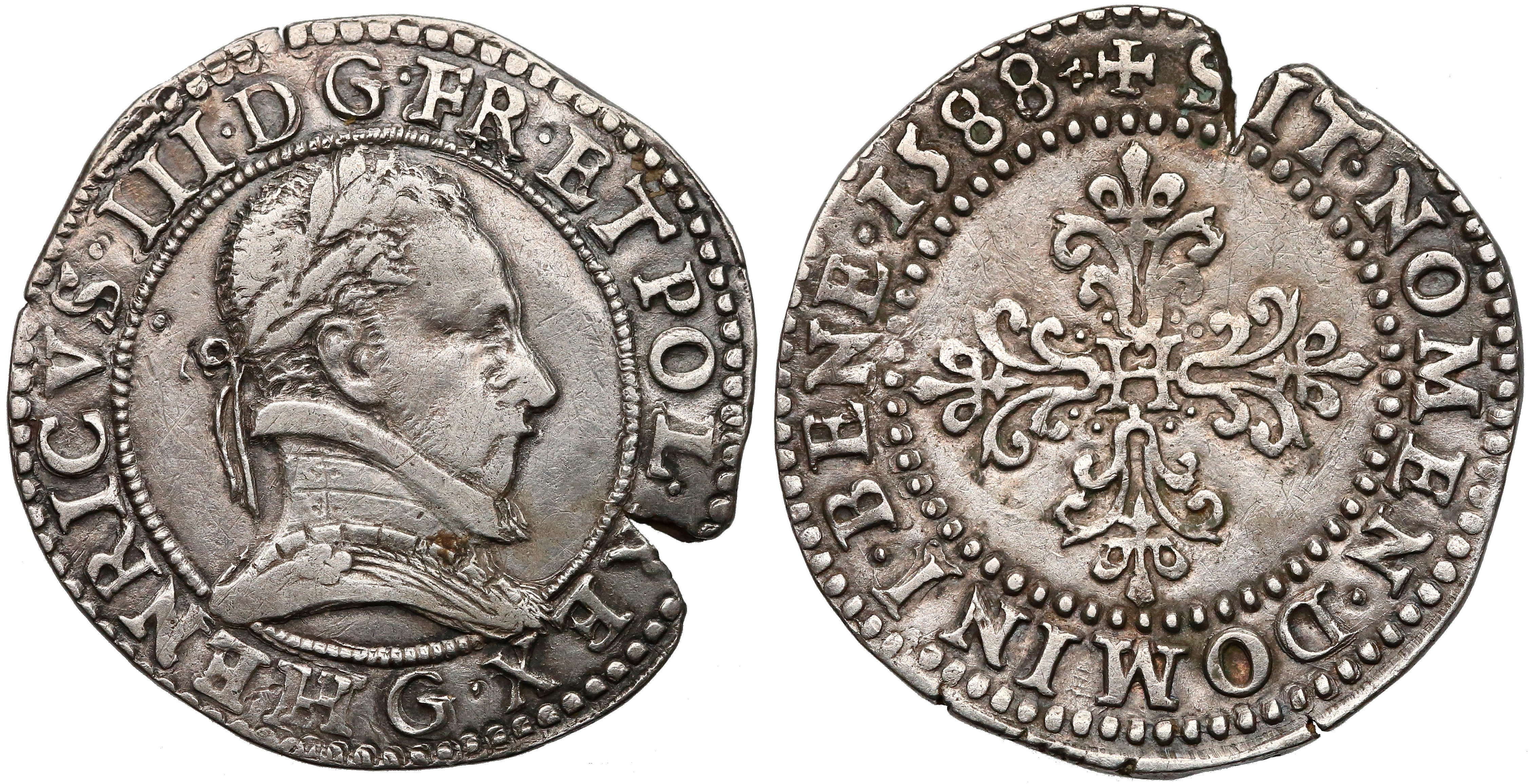
1588 Poitiers

- teston (MDLXXV, 1575, MDLXXVI, 1576, 1577)

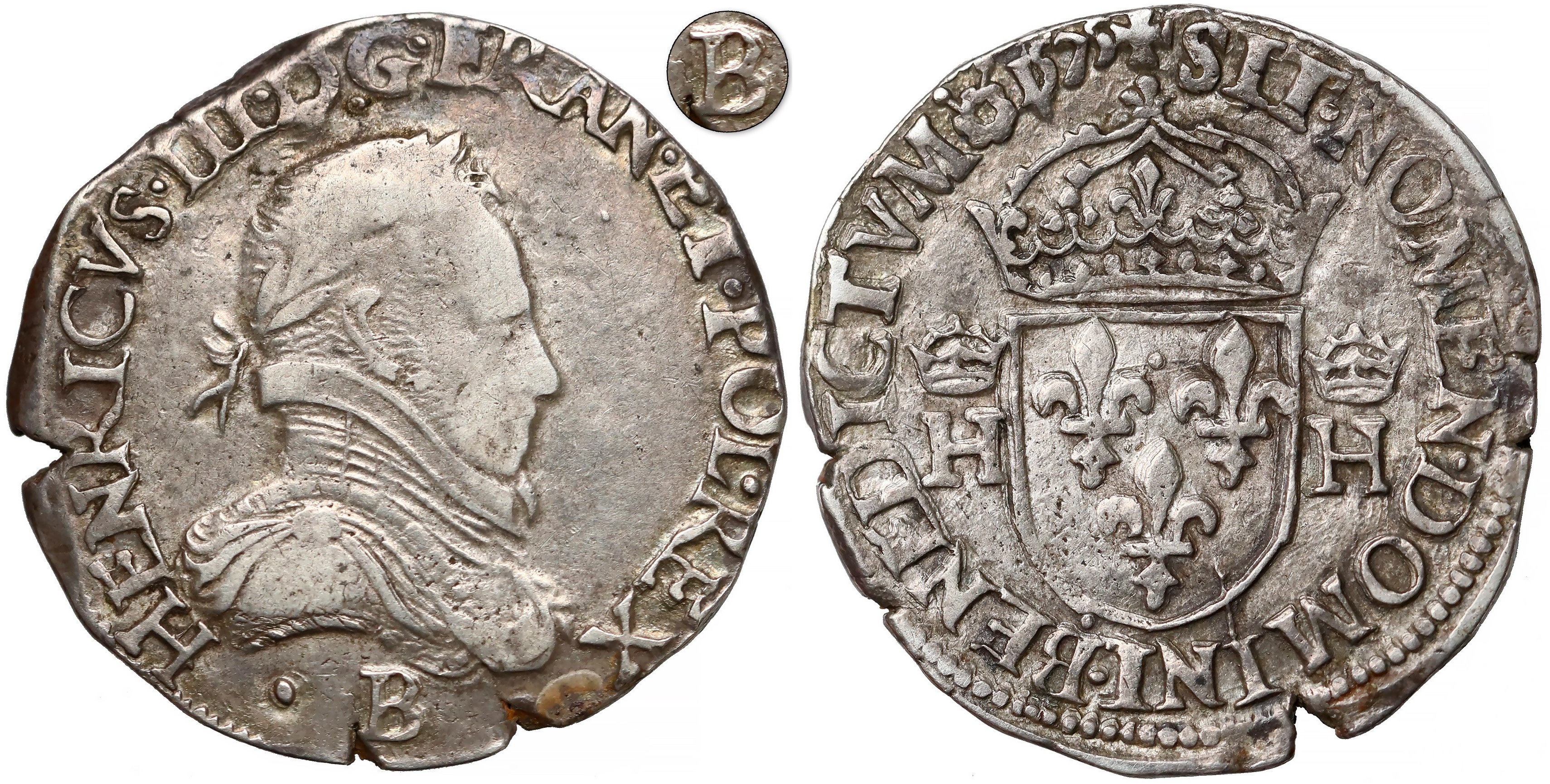
1575

- ¼ ecu (1578–1589, 1590[13])

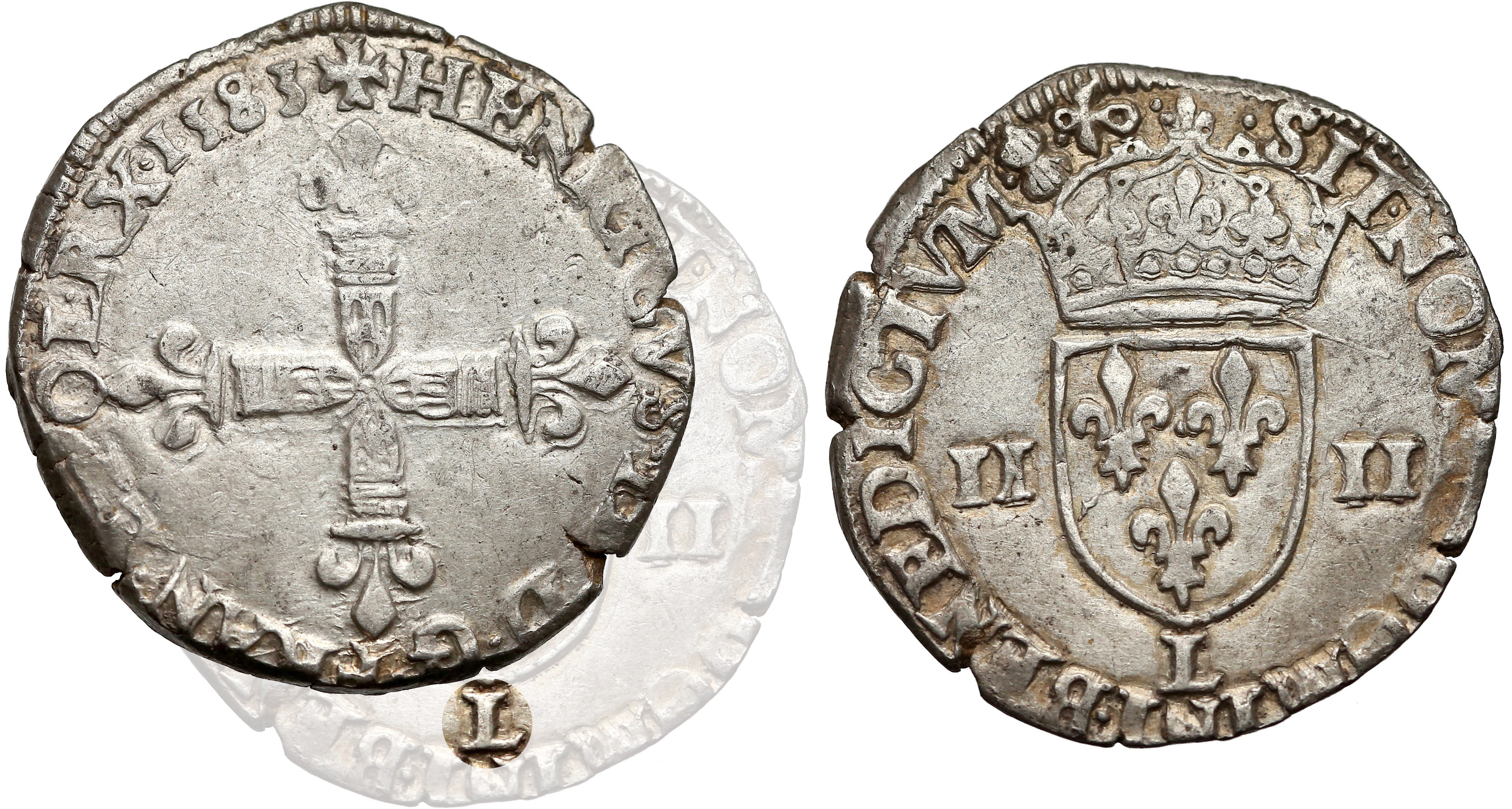
1583 Bayonne (pod tarczą)
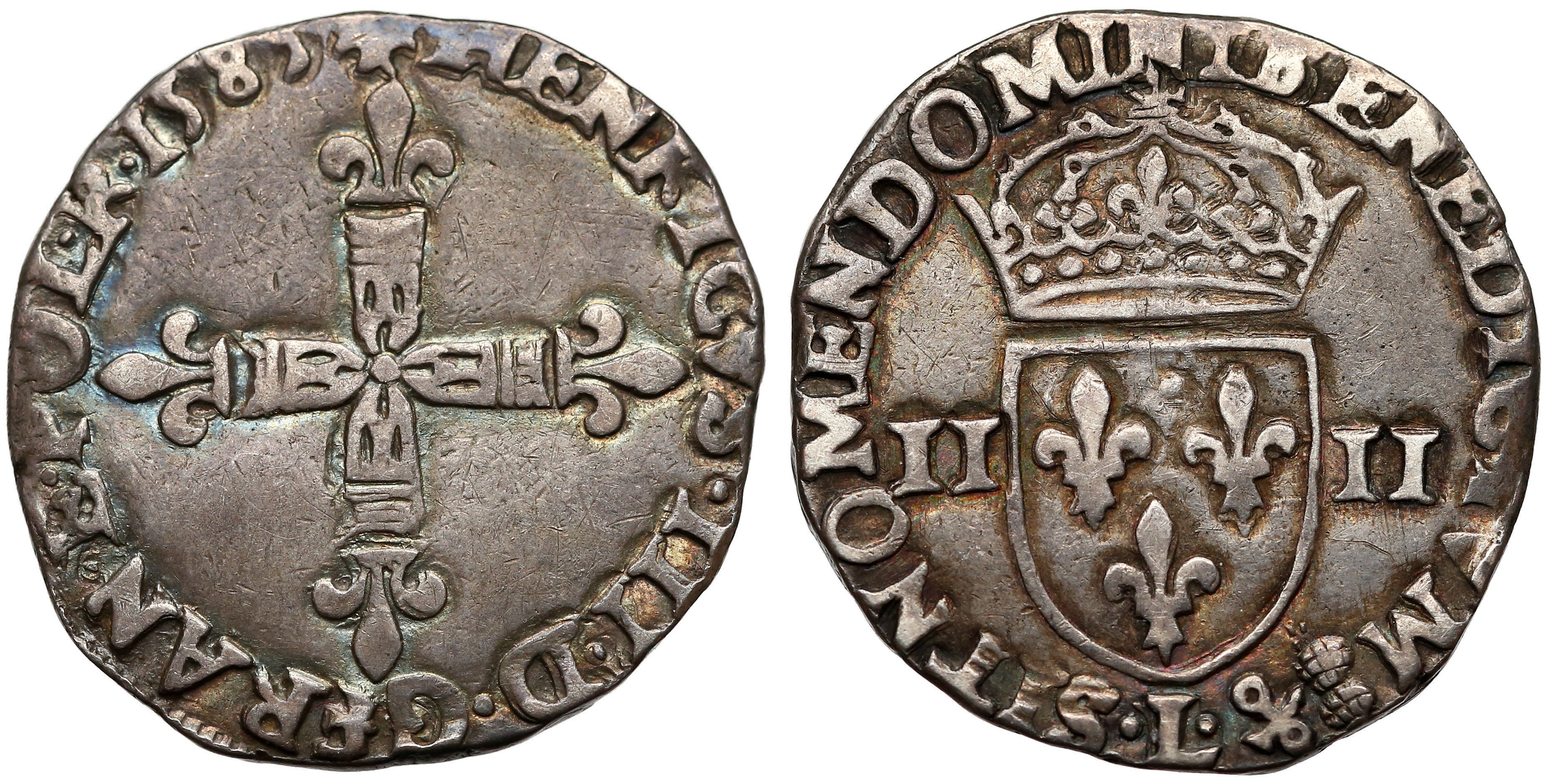
1583 Bayonne (w otoku)
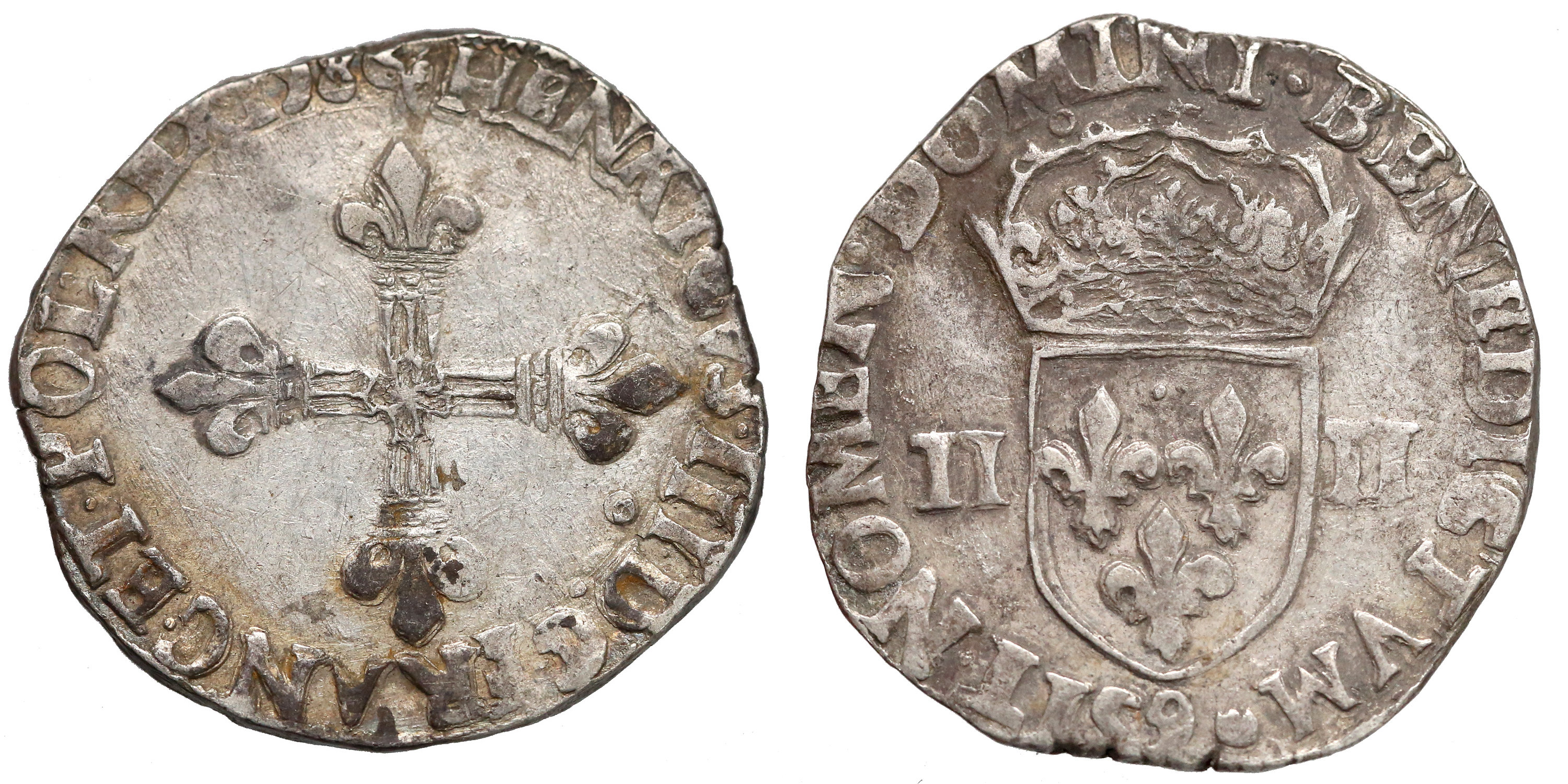
1586

- frank (1575–1586, 1594[14])

- 1576 Paryż
- 1578 Poitiers

- ½ ecu d’or (1575–1589, 1590[14])

- ecu d’or (bezrocznikowy, 1575–1589, 1590[15], 1594[15])

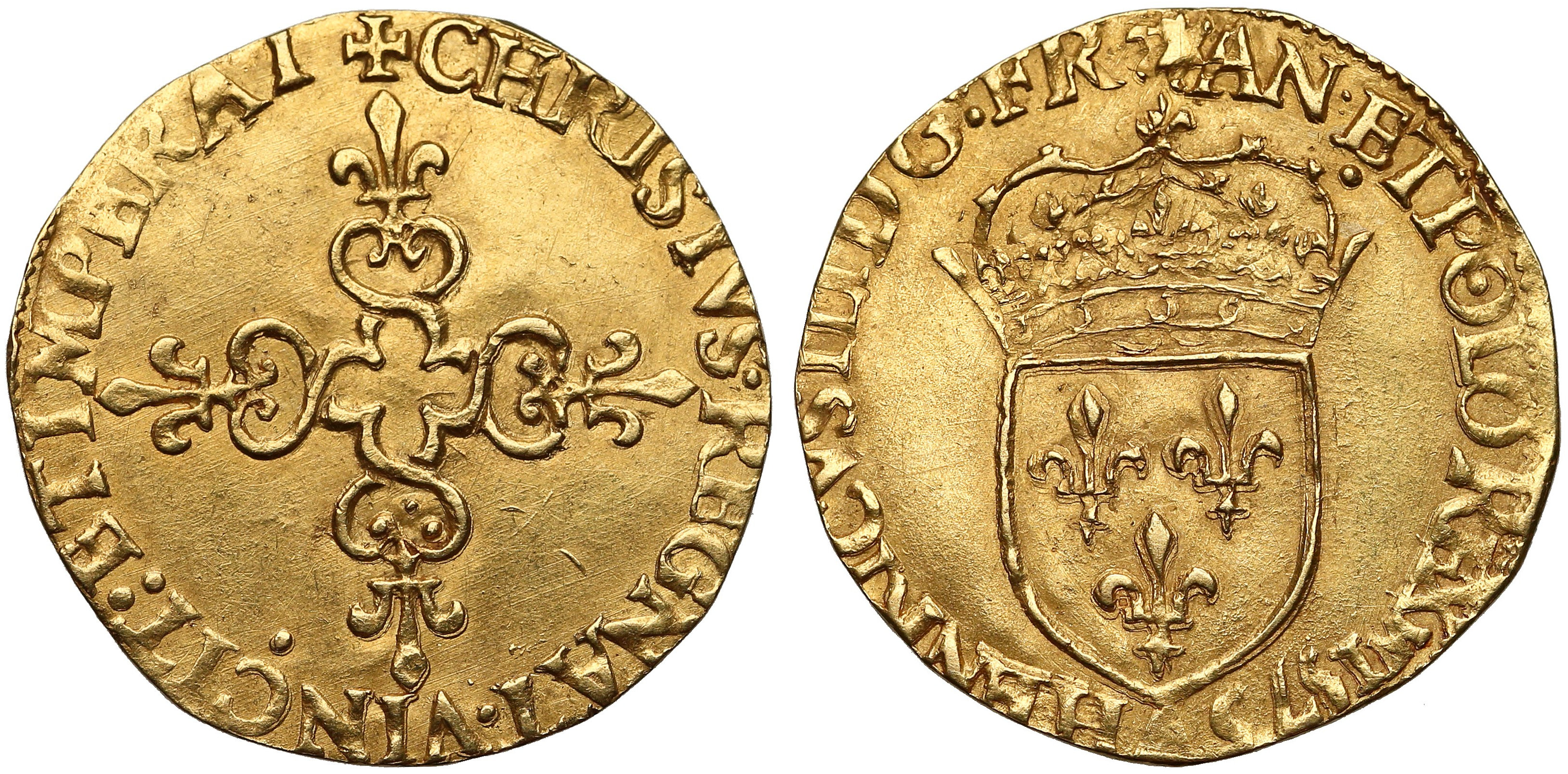
1575 Paryż

- double ecu (1589)

Monety Henryka III, nie noszą określeń nominałów. Można je rozróżnić na podstawie wyobrażeń i średnicy. Podstawowe nominały i ich pochodne – ⅛, ¼, ½, 2 – mają, poza nielicznymi wyjątkami, następujące wyobrażenia:
- denier – popiersie / lilie
- teston – popiersie / tarcza herbowa
- frank – popiersie / krzyż
- liard – H / krzyż
- sol – lilie wokół H / krzyż
- douzain – H po bokach tarczy / krzyż
- ecu – tarcza herbowa / krzyż.

## Literatura
Uwaga, tekst pierwotny tego artykułu bazuje na tekście pochodzącym z początków XIX w.:
- Kazimierz Władysław Stężyński-Bandtkie, „Numismatyka krajowa 1839–1840”
- Ignacy Zagórski, Monety dawnej Polski jakoteż prowincyj i miast do niej niegdy należących z trzech wieków...

Korekty i uzupełnienia merytorycznego dokonano na podstawie pracy:
- E. Kopicki, Ilustrowany skorowidz pieniędzy polskich i z Polską związanych, Warszawa, 1995, Polskie Towarzystwo Numizmatyczne, Zarząd Główny